# Населённые пункты Челябинской области
Челябинская область включает следующие населённые пункты:
- 43 городских населённых пункта (в списках выделены оранжевым цветом), в том числе:
  - 30 городов;
  - 13 посёлков городского типа (рабочих посёлков);
- 1244 сельских населённых пункта (по данным переписи населения 2010 года).

Населённые пункты в списке распределены по административно-территориальным единицам в рамках административно-территориального устройства области: 15 городам вне районов (соответствуют категории городов областного значения, из них 3 образуют ЗАТО), 1 посёлку городскому типа вне районов (бывшему ЗАТО), 22 районам и 5 городам с территориальными районами (в рамках организации местного самоуправления (муниципального устройства) им соответствуют 16 городских округов и 27 муниципальных районов).
Численность населения населённых пунктов приведена по данным переписи населения 2010 года, численность населения городских населённых пунктов (посёлков городского типа (рабочих посёлков) и городов) — по оценке на 1 января 2023 года.

## Города (городские округа)

### Челябинск (Челябинский городской округ)
| № | Населённый пункт              | Тип     | Население |
| - | ----------------------------- | ------- | --------- |
| 1 | Колупаевка (посёлок Урицкого) | посёлок |           |
| 2 | Челябинск                     | город   | 1 196 680 |

### Верхний Уфалей (Верхнеуфалейский городской округ)
| №  | Населённый пункт | Тип                  | Население |
| -- | ---------------- | -------------------- | --------- |
| 1  | Боровой          | посёлок              | 154       |
| 2  | Верхний Уфалей   | город                | 22 548    |
| 3  | Даутово          | деревня              | 107       |
| 4  | Иткуль           | посёлок ж.д. станции | 27        |
| 5  | Иткуль           | село                 | 122       |
| 6  | Каменушка        | посёлок              | 13        |
| 7  | Коркодин         | посёлок              | 146       |
| 8  | Нижний Уфалей    | посёлок              | 2443      |
| 9  | Сайма            | хутор                | 10        |
| 10 | Сельки           | посёлок              | 9         |
| 11 | Силач            | посёлок ж.д. станции | 160       |
| 12 | Уфимка           | посёлок              | 197       |
| 13 | Черемшанка       | посёлок              | 1025      |
| 14 | Чусовской        | посёлок              | 111       |

Упразднен - Укагач (2023)

### Златоуст (Златоустовский городской округ)
| №  | Населённый пункт | Тип                  | Население |
| -- | ---------------- | -------------------- | --------- |
| 1  | Веселовка        | село                 | 304       |
| 2  | Златоуст         | город                | 157 244   |
| 3  | Куваши           | село                 | 467       |
| 4  | Плотинка         | посёлок              | 16        |
| 5  | Салган           | посёлок              | 35        |
| 6  | Таганай          | посёлок              | 20        |
| 7  | Тайнак           | посёлок              | 207       |
| 8  | Тундуш           | посёлок ж.д. станции | 249       |
| 9  | Центральный      | посёлок              | 786       |
| 10 | Южный            | посёлок              | 109       |

### Карабаш (Карабашский городской округ)
| №  | Населённый пункт | Тип     | Население |
| -- | ---------------- | ------- | --------- |
| 1  | Байдашево        | посёлок | 21        |
| 2  | Бурлак           | посёлок | 10        |
| 3  | Карабаш          | город   | 10 339    |
| 4  | Карасёво         | посёлок | 9         |
| 5  | Киолим           | посёлок | 59        |
| 6  | Красный Камень   | посёлок | 50        |
| 7  | Малый Агардяш    | посёлок | 1         |
| 8  | Мухаметово       | посёлок | 84        |
| 9  | Разъезд 30 км    | посёлок | 7         |
| 10 | Сактаево         | посёлок | 31        |

### Копейск (Копейский городской округ)
| № | Населённый пункт | Тип     | Население |
| - | ---------------- | ------- | --------- |
| 1 | Заозёрный        | посёлок | 363       |
| 2 | Калачёво         | село    | 1452      |
| 3 | Копейск          | город   | 143 751   |
| 4 | Синеглазово      | село    | 340       |

### Кыштым (Кыштымский городской округ)
| №  | Населённый пункт | Тип                   | Население |
| -- | ---------------- | --------------------- | --------- |
| 1  | Анбашская        | посёлок ж.д. станции  | 56        |
| 2  | Белое Озеро      | посёлок               | 11        |
| 3  | Большие Егусты   | посёлок               | 79        |
| 4  | Канифольный      | посёлок               | 16        |
| 5  | Косой Мост       | посёлок               | 13        |
| 6  | Кувалжиха        | посёлок ж.д. разъезда | 78        |
| 7  | Кыштым           | город                 | 35 325    |
| 8  | Рипус            | посёлок ж.д. станции  | 3         |
| 9  | Северный         | посёлок               | 311       |
| 10 | Слюдорудник      | посёлок               | 398       |
| 11 | Тайгинка         | посёлок               | 1452      |
| 12 | Увильды          | посёлок               | 385       |
| 13 | Южная Кузнечиха  | посёлок               | 47        |

### Магнитогорск (Магнитогорский городской округ)
| № | Населённый пункт | Тип   | Население |
| - | ---------------- | ----- | --------- |
| 1 | Магнитогорск     | город | 408 487   |

### Миасс (Миасский городской округ)
| №  | Населённый пункт | Тип                  | Население |
| -- | ---------------- | -------------------- | --------- |
| 1  | Архангельское    | посёлок              | 21        |
| 2  | Верхний Атлян    | посёлок              | 244       |
| 3  | Верхний Иремель  | посёлок              | 13        |
| 4  | Горный           | посёлок              | 135       |
| 5  | Зелёная Роща     | посёлок              | 0         |
| 6  | Золотой Пляж     | посёлок              | 60        |
| 7  | Красный          | посёлок              | 6         |
| 8  | Ленинск          | посёлок              | 1862      |
| 9  | Миасс            | город                | 146 650   |
| 10 | Михеевка         | посёлок              | 89        |
| 11 | Наилы            | посёлок              | 46        |
| 12 | Нижний Атлян     | посёлок              | 1271      |
| 13 | Новоандреевка    | село                 | 832       |
| 14 | Новотагилка      | посёлок              | 680       |
| 15 | Новый Хребет     | посёлок              | 8         |
| 16 | Октябрьский      | посёлок              | 14        |
| 17 | Осьмушка         | посёлок              | 27        |
| 18 | Северные Печи    | посёлок              | 1026      |
| 19 | Селянкино        | посёлок              | 130       |
| 20 | Смородинка       | село                 | 1319      |
| 21 | Сыростан         | посёлок ж.д. станции | 202       |
| 22 | Сыростан         | село                 | 1079      |
| 23 | Тургояк          | посёлок ж.д. станции | 11        |
| 24 | Тургояк          | посёлок              | 2618      |
| 25 | Тыелга           | посёлок              | 267       |
| 26 | Урал-Дача        | посёлок              | 54        |
| 27 | Устиново         | село                 | 587       |
| 28 | Хребет           | посёлок ж.д. станции | 806       |
| 29 | Черновское       | село                 | 1376      |

### Озёрск (Озёрский городской округ), ЗАТО
| № | Населённый пункт | Тип                   | Население |
| - | ---------------- | --------------------- | --------- |
| 1 | Бижеляк          | посёлок ж.д. разъезда | 214       |
| 2 | Метлино          | посёлок               | 3506      |
| 3 | Новая Теча       | деревня               | 144       |
| 4 | Новогорный       | посёлок               | 6294      |
| 5 | Озёрск           | город                 | 76 434    |
| 6 | Селезни          | деревня               | 64        |
| 7 | Татыш            | посёлок ж.д. станции  | 31        |

### Снежинск (Снежинский городской округ), ЗАТО
| № | Населённый пункт  | Тип     | Население |
| - | ----------------- | ------- | --------- |
| 1 | Ближний Береговой | посёлок | 275       |
| 2 | Ключи             | деревня | 101       |
| 3 | Снежинск          | город   | 50 717    |

### Трёхгорный (Трёхгорный городской округ), ЗАТО
| № | Населённый пункт | Тип   | Население |
| - | ---------------- | ----- | --------- |
| 1 | Трёхгорный       | город | 32 478    |

### Троицк (Троицкий городской округ)
| № | Населённый пункт | Тип   | Население |
| - | ---------------- | ----- | --------- |
| 1 | Троицк           | город | 69 983    |

### Усть-Катав (Усть-Катавский городской округ)
| №  | Населённый пункт | Тип                  | Население |
| -- | ---------------- | -------------------- | --------- |
| 1  | Вергаза          | деревня              | 82        |
| 2  | Верхняя Лука     | посёлок              | 18        |
| 3  | Вязовая          | посёлок              | 1700      |
| 4  | Кочкари          | посёлок              | 0         |
| 5  | Малый Бердяш     | посёлок              | 238       |
| 6  | Минка            | посёлок ж.д. станции | 495       |
| 7  | Минка            | село                 | 251       |
| 8  | Сулуяновский     | посёлок              | 0         |
| 9  | Тюбеляс          | село                 | 505       |
| 10 | Усть-Катав       | город                | 21 016    |
| 11 | Усть-Катав       | посёлок ж.д. станции | 48        |

### Чебаркуль (Чебаркульский городской округ)
| № | Населённый пункт | Тип   | Население |
| - | ---------------- | ----- | --------- |
| 1 | Чебаркуль        | город | 44 671    |

### Южноуральск (Южноуральский городской округ)
| № | Населённый пункт | Тип     | Население |
| - | ---------------- | ------- | --------- |
| 1 | Летягино         | посёлок | 109       |
| 2 | Южноуральск      | город   | 37 313    |

## Рабочий посёлок (городской округ)

### Локомотивный
| № | Населённый пункт | Тип             | Население |
| - | ---------------- | --------------- | --------- |
| 1 | Локомотивный     | рабочий посёлок | 8576      |

## Районы, города с территориальными районами

### Агаповский
| №  | Населённый пункт | Тип                  | Население |
| -- | ---------------- | -------------------- | --------- |
| 1  | Аблязово         | посёлок              | 399       |
| 2  | Агаповка         | село                 | 6913      |
| 3  | Алексеевский     | посёлок              | 293       |
| 4  | Базарский        | посёлок              | 236       |
| 5  | Ближний          | посёлок              | 154       |
| 6  | Буранная         | посёлок ж.д. станции | 922       |
| 7  | Буранный         | посёлок              | 2980      |
| 8  | Верхнекизильское | село                 | 689       |
| 9  | Воздвиженка      | посёлок              | 268       |
| 10 | Вперёд           | посёлок              | 503       |
| 11 | Горный           | посёлок              | 221       |
| 12 | Гумбейка         | посёлок ж.д. станции | 390       |
| 13 | Гумбейский       | посёлок              | 576       |
| 14 | Жёлтинский       | посёлок              | 1252      |
| 15 | Заречный         | посёлок              | 43        |
| 16 | Зингейка         | посёлок              | 393       |
| 17 | Кировский        | посёлок              | 244       |
| 18 | Красноярский     | посёлок              | 233       |
| 19 | Магнитный        | посёлок              | 1320      |
| 20 | Малиновка        | посёлок              | 450       |
| 21 | Муравейник       | посёлок              | 285       |
| 22 | Наваринка        | посёлок              | 810       |
| 23 | Наровчатка       | посёлок              | 1843      |
| 24 | Новобуранное     | посёлок              | 381       |
| 25 | Новобурановка    | село                 | 833       |
| 26 | Новоянгелька     | посёлок              | 626       |
| 27 | Озёрный          | посёлок              | 499       |
| 28 | Первомайский     | посёлок              | 1330      |
| 29 | Пещерная         | посёлок ж.д. станции | 30        |
| 30 | Приморский       | посёлок              | 2624      |
| 31 | Просторный       | посёлок              | 124       |
| 32 | Ржавка           | посёлок              | 640       |
| 33 | Роднички         | посёлок              | 15        |
| 34 | Светлогорск      | посёлок              | 915       |
| 35 | Солодянка        | посёлок              | 420       |
| 36 | Субутак          | посёлок ж.д. станции | 1108      |
| 37 | Ташказган        | посёлок              | 293       |
| 38 | Требиат          | посёлок              | 182       |
| 39 | Урожайный        | посёлок              | 326       |
| 40 | Урпек            | посёлок              | 1         |
| 41 | Утарка           | посёлок              | 138       |
| 42 | Утренняя Заря    | посёлок              | 67        |
| 43 | Харьковский      | посёлок              | 430       |
| 44 | Черниговский     | посёлок              | 912       |
| 45 | Черноотрог       | посёлок              | 237       |
| 46 | Южный            | посёлок              | 166       |
| 47 | Янгельский       | посёлок              | 1417      |

### Аргаяшский
| №  | Населённый пункт     | Тип                  | Население |
| -- | -------------------- | -------------------- | --------- |
| 1  | Абдырова             | деревня              | 245       |
| 2  | Айбатова             | деревня              | 254       |
| 3  | Акбашева             | деревня              | 1273      |
| 4  | Аракаева             | деревня              | 23        |
| 5  | Аргази               | посёлок              | 238       |
| 6  | Аргаяш               | село                 | 10 211    |
| 7  | Аязгулова            | деревня              | 633       |
| 8  | Бажикаева            | деревня              | 1084      |
| 9  | Байгазина            | деревня              | 539       |
| 10 | Байрамгулово         | село                 | 1373      |
| 11 | Башакуль             | посёлок              | 247       |
| 12 | Березовка            | деревня              | 662       |
| 13 | Бигарды              | посёлок              | 150       |
| 14 | Бидинский            | посёлок              | 64        |
| 15 | Биккулова            | деревня              | 258       |
| 16 | Большая Исянгильдина | деревня              | 202       |
| 17 | Большая Куйсарина    | деревня              | 502       |
| 18 | Большая Ультракова   | деревня              | 57        |
| 19 | Большая Усманова     | деревня              | 285       |
| 20 | Большая Яумбаева     | деревня              | 156       |
| 21 | Большой Медиак       | деревня              | 14        |
| 22 | Буланцы              | деревня              | 227       |
| 23 | Булатова             | деревня              | 50        |
| 24 | Горный               | посёлок              | 124       |
| 25 | Губернское           | село                 | 751       |
| 26 | Давлетбаева          | деревня              | 152       |
| 27 | Дербишева            | деревня              | 1344      |
| 28 | Илимбетова           | деревня              | 420       |
| 29 | Ишалино              | деревня              | 636       |
| 30 | Ишалино              | посёлок ж.д. станции | 2089      |
| 31 | Казырова             | деревня              | 140       |
| 32 | Калиновка            | деревня              | 102       |
| 33 | Калиновский          | посёлок              | 89        |
| 34 | Камышевка            | деревня              | 901       |
| 35 | Каракульмяк          | посёлок              | 6         |
| 36 | Каратуган            | деревня              | 52        |
| 37 | Кировский            | посёлок              | 294       |
| 38 | Комсомольский        | посёлок              | 95        |
| 39 | Крутолапова          | деревня              | 56        |
| 40 | Кузнецкое            | село                 | 1204      |
| 41 | Кузяшева             | деревня              | 749       |
| 42 | Кулуево              | село                 | 2764      |
| 43 | Кулукаева            | деревня              | 62        |
| 44 | Курамшина            | деревня              | 138       |
| 45 | Курманова            | деревня              | 856       |
| 46 | Куянбаева            | деревня              | 360       |
| 47 | Кызылбулак           | деревня              | 94        |
| 48 | Левашева             | деревня              | 240       |
| 49 | Мавлютова            | деревня              | 599       |
| 50 | Малая Куйсарина      | деревня              | 23        |
| 51 | Малая Ультракова     | деревня              | 225       |
| 52 | Малая Усманова       | деревня              | 46        |
| 53 | Малая Яумбаева       | деревня              | 44        |
| 54 | Маржинбаева          | деревня              | 213       |
| 55 | Марксист             | деревня              | 75        |
| 56 | Маякский             | посёлок              | 282       |
| 57 | Медиак               | деревня              | 170       |
| 58 | Метелева             | деревня              | 681       |
| 59 | Миасский             | посёлок              | 39        |
| 60 | Назырова             | деревня              | 24        |
| 61 | Новая Соболева       | деревня              | 729       |
| 62 | Новый Миасс          | деревня              | 164       |
| 63 | Норкино              | деревня              | 413       |
| 64 | Передовик            | посёлок              | 45        |
| 65 | Разъезд № 89         | посёлок              | 19        |
| 66 | Саитова              | деревня              | 160       |
| 67 | Сайма                | посёлок              | 37        |
| 68 | Селяева              | деревня              | 375       |
| 69 | Старая Соболева      | деревня              | 367       |
| 70 | Суфино               | деревня              | 137       |
| 71 | Сыргайды             | деревня              | 94        |
| 72 | Тугузбаева           | деревня              | 126       |
| 73 | Туракаева            | деревня              | 12        |
| 74 | Увильды              | посёлок              | 577       |
| 75 | Уразбаева            | деревня              | 258       |
| 76 | Утябаева             | деревня              | 56        |
| 77 | Халитова             | деревня              | 214       |
| 78 | Худайбердинский      | посёлок              | 807       |
| 79 | Чапаевка             | деревня              | 235       |
| 80 | Чишма                | деревня              | 45        |
| 81 | Чубары               | посёлок              | 353       |
| 82 | Южный Горняк         | посёлок              | 84        |
| 83 | Ялтырова             | деревня              | 198       |
| 84 | Янги-Юл              | деревня              | 7         |
| 85 | Яраткулова           | деревня              | 1139      |

### город Аша иАшинский район
| №  | Населённый пункт | Тип                  | Население |
| -- | ---------------- | -------------------- | --------- |
| 1  | Абдулка          | посёлок              | 12        |
| 2  | Аша              | город                | 27 442    |
| 3  | Биянка           | село                 | 117       |
| 4  | Виляй            | посёлок              | 0         |
| 5  | Волково          | посёлок              | 106       |
| 6  | Ерал             | посёлок ж.д. станции | 15        |
| 7  | Ерал             | село                 | 572       |
| 8  | Илек             | село                 | 81        |
| 9  | Караганка        | посёлок              | 58        |
| 10 | Колослейка       | посёлок              | 23        |
| 11 | Кропачёво        | рабочий посёлок      | 4211      |
| 12 | Малояз           | село                 | 131       |
| 13 | Миньяр           | город                | 8364      |
| 14 | Муратовка        | село                 | 141       |
| 15 | Мясниково        | посёлок              | 1         |
| 16 | Новозаречный     | посёлок              | 196       |
| 17 | Новострой        | посёлок              | 39        |
| 18 | Первомайский     | посёлок              | 10        |
| 19 | Санга            | посёлок              | 26        |
| 20 | Сим              | город                | 12 569    |
| 21 | Сухая Атя        | посёлок              | 154       |
| 22 | Точильный        | посёлок              | 168       |
| 23 | Ук               | посёлок              | 1094      |
| 24 | Усть-Курышка     | посёлок              | 150       |
| 25 | Чувашский Пруд   | посёлок              | 8         |

### Брединский
| №  | Населённый пункт | Тип                  | Население |
| -- | ---------------- | -------------------- | --------- |
| 1  | Амурский         | посёлок              | 558       |
| 2  | Андреевский      | посёлок              | 1440      |
| 3  | Аркаим           | посёлок              | 15        |
| 4  | Атамановский     | посёлок              | 709       |
| 5  | Байтук           | посёлок ж.д. станции | 25        |
| 6  | Берёзовка        | посёлок              | 163       |
| 7  | Боровое          | село                 | 1480      |
| 8  | Бреды            | посёлок              | 8792      |
| 9  | Восточный        | посёлок              | 315       |
| 10 | Восход           | посёлок              | 159       |
| 11 | Гогино           | посёлок ж.д. станции | 593       |
| 12 | Заозёрный        | посёлок              | 272       |
| 13 | Калининский      | посёлок              | 1267      |
| 14 | Княженский       | посёлок              | 816       |
| 15 | Комсомольский    | посёлок              | 1212      |
| 16 | Коряжный         | посёлок              | 142       |
| 17 | Лебяжий          | посёлок              | 95        |
| 18 | Мариинский       | посёлок              | 438       |
| 19 | Маяк             | посёлок              | 1426      |
| 20 | Мирное           | село                 | 516       |
| 21 | Могутовский      | посёлок              | 564       |
| 22 | Морозовка        | посёлок              | 42        |
| 23 | Наследницкий     | посёлок ост. п.      | 117       |
| 24 | Наследницкий     | посёлок              | 1788      |
| 25 | Новоамурский     | посёлок              | 123       |
| 26 | Новогеоргиевский | посёлок              | 436       |
| 27 | Новый            | посёлок              | 201       |
| 28 | Октябрьский      | посёлок              | 174       |
| 29 | Павловский       | посёлок              | 1264      |
| 30 | Рымникский       | посёлок              | 1244      |
| 31 | Светлые Озёра    | посёлок              | 179       |
| 32 | Синий Шихан      | село                 | 85        |
| 33 | Сосновка         | село                 | 437       |
| 34 | Степной          | посёлок              | 46        |
| 35 | Чека             | посёлок              | 120       |
| 36 | Ясная Поляна     | село                 | 320       |

### Варненский
| №  | Населённый пункт   | Тип                  | Население |
| -- | ------------------ | -------------------- | --------- |
| 1  | Алакамыс           | посёлок              | 184       |
| 2  | Александровка      | село                 | 450       |
| 3  | Алексеевка         | село                 | 811       |
| 4  | Алтырка            | посёлок              | 283       |
| 5  | Арчаглы-Аят        | посёлок              | 1231      |
| 6  | Белоглинка         | посёлок              | 209       |
| 7  | Большевик          | посёлок              | 363       |
| 8  | Бородиновка        | село                 | 1474      |
| 9  | Варна              | село                 | 10 365    |
| 10 | Владимировка       | село                 | 394       |
| 11 | Городище           | село                 | 328       |
| 12 | Дружный            | посёлок              | 317       |
| 13 | Заречье            | посёлок              | 189       |
| 14 | Казановка          | посёлок              | 441       |
| 15 | Камышинка          | посёлок              | 69        |
| 16 | Караоба            | посёлок              | 143       |
| 17 | Катенино           | село                 | 980       |
| 18 | Кинжитай           | посёлок              | 88        |
| 19 | Комсомольский      | посёлок              | 222       |
| 20 | Красная Заря       | посёлок              | 226       |
| 21 | Красноармейский    | посёлок              | 157       |
| 22 | Красный Октябрь    | посёлок              | 783       |
| 23 | Кулевчи            | село                 | 1127      |
| 24 | Кызыл-Маяк         | посёлок              | 277       |
| 25 | Лейпциг            | село                 | 717       |
| 26 | Маслоковцы         | посёлок              | 99        |
| 27 | Николаевка         | село                 | 675       |
| 28 | Нововладимировский | посёлок              | 262       |
| 29 | Новокулевчи        | посёлок              | 240       |
| 30 | Новопокровка       | посёлок              | 1087      |
| 31 | Новый Урал         | посёлок              | 767       |
| 32 | Правда             | посёлок              | 405       |
| 33 | Ракитный           | посёлок              | 247       |
| 34 | Саламат            | посёлок ж.д. станции | 84        |
| 35 | Саламат            | посёлок              | 335       |
| 36 | Солнце             | посёлок              | 329       |
| 37 | Толсты             | село                 | 770       |

### Верхнеуральский
| №  | Населённый пункт | Тип                  | Население |
| -- | ---------------- | -------------------- | --------- |
| 1  | Александровский  | посёлок              | 269       |
| 2  | Бабарыкинский    | посёлок              | 453       |
| 3  | Большой Бугодак  | село                 | 162       |
| 4  | Верхнеуральск    | город                | 8861      |
| 5  | Волковский       | посёлок              | 302       |
| 6  | Вятский          | посёлок              | 201       |
| 7  | Горбуновский     | посёлок              | 272       |
| 8  | Дзержинка        | посёлок              | 443       |
| 9  | Жуковский        | посёлок              | 26        |
| 10 | Ивановский       | посёлок              | 205       |
| 11 | Казанцевский     | посёлок              | 190       |
| 12 | Карагайский      | посёлок              | 1605      |
| 13 | Каширинский      | хутор                | 6         |
| 14 | Кидышевский      | посёлок              | 359       |
| 15 | Кирса            | село                 | 937       |
| 16 | Кожанов          | посёлок              | 136       |
| 17 | Комсомольское    | село                 | 224       |
| 18 | Краснинский      | посёлок              | 1368      |
| 19 | Крутой Лог       | посёлок              | 297       |
| 20 | Линевка          | посёлок              | 139       |
| 21 | Ложкина          | деревня              | 307       |
| 22 | Малый Бугодак    | посёлок              | 152       |
| 23 | Межозёрный       | рабочий посёлок      | 6517      |
| 24 | Новоахуново      | село                 | 357       |
| 25 | Нововоронинский  | посёлок              | 237       |
| 26 | Новокопаловский  | посёлок              | 133       |
| 27 | Новоозерный      | посёлок              | 131       |
| 28 | Новотоминский    | посёлок              | 134       |
| 29 | Новоурлядинский  | посёлок              | 79        |
| 30 | Петропавловский  | посёлок              | 1553      |
| 31 | Подольский       | посёлок              | 274       |
| 32 | Полосинский      | посёлок              | 173       |
| 33 | Сабановский      | посёлок              | 94        |
| 34 | Самарский        | посёлок              | 206       |
| 35 | Сафроновский     | посёлок              | 203       |
| 36 | Смеловская       | посёлок ж.д. станции | 108       |
| 37 | Смеловский       | посёлок              | 760       |
| 38 | Смирновский      | посёлок              | 98        |
| 39 | Спасский         | посёлок              | 1472      |
| 40 | Степное          | село                 | 988       |
| 41 | Сурменевский     | посёлок              | 525       |
| 42 | Сухтелинский     | посёлок              | 539       |
| 43 | Тайсара          | посёлок              | 396       |
| 44 | Томинский        | посёлок              | 164       |
| 45 | Урлядинский      | посёлок              | 446       |
| 46 | Уфимский         | посёлок              | 360       |
| 47 | Форштадт         | село                 | 1205      |
| 48 | Хлебинка         | хутор                | 19        |
| 49 | Шеметовский      | посёлок              | 147       |
| 50 | Эстонский        | посёлок              | 313       |
| 51 | Этовна           | посёлок              | 217       |

### Еманжелинский
| № | Населённый пункт | Тип                  | Население |
| - | ---------------- | -------------------- | --------- |
| 1 | Борисовка        | посёлок              | 709       |
| 2 | Еманжелинск      | город                | 27 371    |
| 3 | Зауральский      | рабочий посёлок      | 6878      |
| 4 | Кленовка         | посёлок              | 103       |
| 5 | Ключи            | посёлок              | 316       |
| 6 | Красногорский    | рабочий посёлок      | 11 883    |
| 7 | Таянды           | посёлок ж.д. станции | 108       |

### Еткульский
| №  | Населённый пункт | Тип     | Население |
| -- | ---------------- | ------- | --------- |
| 1  | Александровка    | село    | 519       |
| 2  | Аткуль           | деревня | 270       |
| 3  | Бектыш           | посёлок | 890       |
| 4  | Белоносово       | посёлок | 1220      |
| 5  | Белоусово        | село    | 490       |
| 6  | Березняки        | посёлок | 162       |
| 7  | Грознецкий       | посёлок | 148       |
| 8  | Депутатский      | посёлок | 322       |
| 9  | Долговка         | село    | 440       |
| 10 | Еманжелинка      | село    | 4128      |
| 11 | Еткуль           | село    | 6376      |
| 12 | Журавлево        | деревня | 280       |
| 13 | Каратабан        | село    | 1376      |
| 14 | Коелга           | село    | 4048      |
| 15 | Копытово         | деревня | 234       |
| 16 | Кораблёво        | деревня | 184       |
| 17 | Кораблево        | деревня | 93        |
| 18 | Кузнецово        | деревня | 93        |
| 19 | Лебедёвка        | село    | 609       |
| 20 | Лесной           | посёлок | 215       |
| 21 | Назарово         | деревня | 215       |
| 22 | Николаевка       | деревня | 300       |
| 23 | Новобаландино    | деревня | 179       |
| 24 | Новобатурино     | посёлок | 744       |
| 25 | Печенкино        | деревня | 688       |
| 26 | Писклово         | село    | 691       |
| 27 | Погорелка        | деревня | 501       |
| 28 | Погудино         | деревня | 112       |
| 29 | Потапово         | деревня | 426       |
| 30 | Приозерный       | посёлок | 373       |
| 31 | Санаторный       | посёлок | 54        |
| 32 | Сары             | посёлок | 54        |
| 33 | Сарыкуль         | деревня | 178       |
| 34 | Селезян          | село    | 1400      |
| 35 | Соколово         | село    | 198       |
| 36 | Сухоруково       | деревня | 399       |
| 37 | Таянды           | село    | 342       |
| 38 | Устьянцево       | деревня | 134       |
| 39 | Шатрово          | деревня | 148       |
| 40 | Шеломенцево      | село    | 301       |
| 41 | Шибаево          | село    | 461       |
| 42 | Ямки             | деревня | 74        |

### город Карталы иКарталинский район
| №  | Населённый пункт  | Тип                  | Население |
| -- | ----------------- | -------------------- | --------- |
| 1  | Акмулла           | посёлок              | 120       |
| 2  | Анненское         | село                 | 2320      |
| 3  | Арчалы            | посёлок              | 24        |
| 4  | Варшавка          | посёлок              | 1059      |
| 5  | Великопетровка    | село                 | 1164      |
| 6  | Вишнёвый          | посёлок              | 317       |
| 7  | Гирьял            | посёлок              | 30        |
| 8  | Горная            | деревня              | 202       |
| 9  | Гражданский       | посёлок              | 76        |
| 10 | Джабык            | посёлок ж.д. станции | 757       |
| 11 | Еленинка          | село                 | 994       |
| 12 | Елизаветопольское | село                 | 531       |
| 13 | Запасное          | посёлок ж.д. станции | 282       |
| 14 | Знойное           | посёлок              | 4         |
| 15 | Каракуль          | посёлок              | 113       |
| 16 | Карталы           | город                | 26 679    |
| 17 | Кизилчилик        | село                 | 282       |
| 18 | Коноплянка        | посёлок              | 222       |
| 19 | Краснотал         | посёлок              | 278       |
| 20 | Красный Яр        | посёлок              | 301       |
| 21 | Михайловка        | деревня              | 229       |
| 22 | Мичуринский       | посёлок              | 922       |
| 23 | Мочаги            | посёлок              | 47        |
| 24 | Начальное         | посёлок ж.д. станции | 43        |
| 25 | Некрасово         | посёлок              | 269       |
| 26 | Неплюевка         | село                 | 1163      |
| 27 | Новокаолиновый    | посёлок              | 1373      |
| 28 | Новокатенино      | посёлок              | 211       |
| 29 | Новониколаевка    | село                 | 563       |
| 30 | Озёрный           | посёлок              | 163       |
| 31 | Ольховка          | посёлок              | 371       |
| 32 | Первомайка        | посёлок              | 170       |
| 33 | Песчанка          | посёлок              | 129       |
| 34 | Разъезд 61 км     | посёлок              | 25        |
| 35 | Рассветный        | посёлок              | 268       |
| 36 | Родники           | посёлок              | 390       |
| 37 | Санаторный        | посёлок              | 86        |
| 38 | Сезонное          | посёлок              | 2         |
| 39 | Сенной            | посёлок              | 310       |
| 40 | Система           | посёлок              | 28        |
| 41 | Снежный           | посёлок              | 1132      |
| 42 | Степан Разин      | посёлок              | 88        |
| 43 | Сухореченский     | посёлок              | 715       |
| 44 | Татищево          | село                 | 156       |
| 45 | Тумак             | посёлок              | 86        |
| 46 | Центральный       | посёлок              | 1373      |
| 47 | Южно-Степной      | посёлок              | 868       |

Упразднены - Чеголок (в 2023)

### город Касли иКаслинский район
| №  | Населённый пункт  | Тип                  | Население                                                                                  |
| -- | ----------------- | -------------------- | ------------------------------------------------------------------------------------------ |
| 1  | Аллаки            | деревня              | 278                                                                                        |
| 2  | Аракуль           | посёлок              | 73                                                                                         |
| 3  | Багаряк           | село                 | 1423                                                                                       |
| 4  | Береговой         | посёлок              | 1815                                                                                       |
| 5  | Булзи             | село                 | 541                                                                                        |
| 6  | Вишневогорск      | рабочий посёлок      | 4064                                                                                       |
| 7  | Воздвиженка       | посёлок              | 381                                                                                        |
| 8  | Воскресенское     | село                 | 287                                                                                        |
| 9  | Гаево             | село                 | 22                                                                                         |
| 10 | Григорьевка       | деревня              | 243                                                                                        |
| 11 | Жуково            | деревня              | 1                                                                                          |
| 12 | Знаменка          | деревня              | 76                                                                                         |
| 13 | Зотино            | село                 | 47                                                                                         |
| 14 | Зырянкуль         | деревня              | Получено слишком много сущностей из Викиданные. Количество загруженных сущностей: 500/500. |
| 15 | Кабанское         | село                 | Получено слишком много сущностей из Викиданные. Количество загруженных сущностей: 500/500. |
| 16 | Касли             | город                | Получено слишком много сущностей из Викиданные. Количество загруженных сущностей: 500/500. |
| 17 | Кисегач           | посёлок              | Получено слишком много сущностей из Викиданные. Количество загруженных сущностей: 500/500. |
| 18 | Клеопино          | село                 | Получено слишком много сущностей из Викиданные. Количество загруженных сущностей: 500/500. |
| 19 | Клепалово         | село                 | Получено слишком много сущностей из Викиданные. Количество загруженных сущностей: 500/500. |
| 20 | Колпакова         | деревня              | Получено слишком много сущностей из Викиданные. Количество загруженных сущностей: 500/500. |
| 21 | Колясниково       | деревня              | Получено слишком много сущностей из Викиданные. Количество загруженных сущностей: 500/500. |
| 22 | Костер            | посёлок              | Получено слишком много сущностей из Викиданные. Количество загруженных сущностей: 500/500. |
| 23 | Красный Партизан  | посёлок              | Получено слишком много сущностей из Викиданные. Количество загруженных сущностей: 500/500. |
| 24 | Кульмяково        | деревня              | Получено слишком много сущностей из Викиданные. Количество загруженных сущностей: 500/500. |
| 25 | Кызылова          | деревня              | Получено слишком много сущностей из Викиданные. Количество загруженных сущностей: 500/500. |
| 26 | Ларино            | село                 | Получено слишком много сущностей из Викиданные. Количество загруженных сущностей: 500/500. |
| 27 | Малая Канзафарово | деревня              | Получено слишком много сущностей из Викиданные. Количество загруженных сущностей: 500/500. |
| 28 | Малая Кызылова    | деревня              | Получено слишком много сущностей из Викиданные. Количество загруженных сущностей: 500/500. |
| 29 | Маук              | посёлок ж.д. станции | Получено слишком много сущностей из Викиданные. Количество загруженных сущностей: 500/500. |
| 30 | Москвина          | деревня              | Получено слишком много сущностей из Викиданные. Количество загруженных сущностей: 500/500. |
| 31 | Огневское         | село                 | Получено слишком много сущностей из Викиданные. Количество загруженных сущностей: 500/500. |
| 32 | Подкорытова       | деревня              | Получено слишком много сущностей из Викиданные. Количество загруженных сущностей: 500/500. |
| 33 | Полднево          | село                 | Получено слишком много сущностей из Викиданные. Количество загруженных сущностей: 500/500. |
| 34 | Пороховое         | село                 | Получено слишком много сущностей из Викиданные. Количество загруженных сущностей: 500/500. |
| 35 | Пригородный       | посёлок              | Получено слишком много сущностей из Викиданные. Количество загруженных сущностей: 500/500. |
| 36 | Пьянкова          | деревня              | Получено слишком много сущностей из Викиданные. Количество загруженных сущностей: 500/500. |
| 37 | Слободчикова      | деревня              | Получено слишком много сущностей из Викиданные. Количество загруженных сущностей: 500/500. |
| 38 | Тимино            | село                 | Получено слишком много сущностей из Викиданные. Количество загруженных сущностей: 500/500. |
| 39 | Тихомировка       | посёлок              | Получено слишком много сущностей из Викиданные. Количество загруженных сущностей: 500/500. |
| 40 | Тюбук             | село                 | Получено слишком много сущностей из Викиданные. Количество загруженных сущностей: 500/500. |
| 41 | Усть-Караболка    | деревня              | Получено слишком много сущностей из Викиданные. Количество загруженных сущностей: 500/500. |
| 42 | Черкаскуль        | посёлок              | Получено слишком много сущностей из Викиданные. Количество загруженных сущностей: 500/500. |
| 43 | Черноозёрская     | деревня              | Получено слишком много сущностей из Викиданные. Количество загруженных сущностей: 500/500. |
| 44 | Шаблиш            | село                 | Получено слишком много сущностей из Викиданные. Количество загруженных сущностей: 500/500. |
| 45 | Шабурово          | село                 | Получено слишком много сущностей из Викиданные. Количество загруженных сущностей: 500/500. |
| 46 | Щербаковка        | село                 | Получено слишком много сущностей из Викиданные. Количество загруженных сущностей: 500/500. |
| 47 | Юшково            | село                 | Получено слишком много сущностей из Викиданные. Количество загруженных сущностей: 500/500. |

### город Катав-Ивановск иКатав-Ивановский район
| №  | Населённый пункт | Тип     | Население                                                                                  |
| -- | ---------------- | ------- | ------------------------------------------------------------------------------------------ |
| 1  | Александровка    | посёлок | Получено слишком много сущностей из Викиданные. Количество загруженных сущностей: 500/500. |
| 2  | Аратское         | село    | Получено слишком много сущностей из Викиданные. Количество загруженных сущностей: 500/500. |
| 3  | Бедярыш          | село    | Получено слишком много сущностей из Викиданные. Количество загруженных сущностей: 500/500. |
| 4  | Верх-Катавка     | село    | Получено слишком много сущностей из Викиданные. Количество загруженных сущностей: 500/500. |
| 5  | Екатериновка     | село    | Получено слишком много сущностей из Викиданные. Количество загруженных сущностей: 500/500. |
| 6  | Карауловка       | село    | Получено слишком много сущностей из Викиданные. Количество загруженных сущностей: 500/500. |
| 7  | Катав-Ивановск   | город   | Получено слишком много сущностей из Викиданные. Количество загруженных сущностей: 500/500. |
| 8  | Кордонный        | посёлок | Получено слишком много сущностей из Викиданные. Количество загруженных сущностей: 500/500. |
| 9  | Лемеза           | посёлок | Получено слишком много сущностей из Викиданные. Количество загруженных сущностей: 500/500. |
| 10 | Меседа           | село    | Получено слишком много сущностей из Викиданные. Количество загруженных сущностей: 500/500. |
| 11 | Нильский         | посёлок | Получено слишком много сущностей из Викиданные. Количество загруженных сущностей: 500/500. |
| 12 | Орловка          | село    | Получено слишком много сущностей из Викиданные. Количество загруженных сущностей: 500/500. |
| 13 | Первуха          | деревня | Получено слишком много сущностей из Викиданные. Количество загруженных сущностей: 500/500. |
| 14 | Половинка        | посёлок | Получено слишком много сущностей из Викиданные. Количество загруженных сущностей: 500/500. |
| 15 | Серпиевка        | село    | Получено слишком много сущностей из Викиданные. Количество загруженных сущностей: 500/500. |
| 16 | Совхозный        | посёлок | Получено слишком много сущностей из Викиданные. Количество загруженных сущностей: 500/500. |
| 17 | Тюлюк            | село    | Получено слишком много сущностей из Викиданные. Количество загруженных сущностей: 500/500. |
| 18 | Шарлаш           | посёлок | Получено слишком много сущностей из Викиданные. Количество загруженных сущностей: 500/500. |
| 19 | Юрюзань          | город   | Получено слишком много сущностей из Викиданные. Количество загруженных сущностей: 500/500. |

### Кизильский
| №  | Населённый пункт   | Тип     | Население                                                                                  |
| -- | ------------------ | ------- | ------------------------------------------------------------------------------------------ |
| 1  | Александровский    | посёлок | Получено слишком много сущностей из Викиданные. Количество загруженных сущностей: 500/500. |
| 2  | Амамбайка          | посёлок | Получено слишком много сущностей из Викиданные. Количество загруженных сущностей: 500/500. |
| 3  | Березки            | посёлок | Получено слишком много сущностей из Викиданные. Количество загруженных сущностей: 500/500. |
| 4  | Богдановское       | село    | Получено слишком много сущностей из Викиданные. Количество загруженных сущностей: 500/500. |
| 5  | Браиловский        | посёлок | Получено слишком много сущностей из Викиданные. Количество загруженных сущностей: 500/500. |
| 6  | Верхняя Сосновка   | посёлок | Получено слишком много сущностей из Викиданные. Количество загруженных сущностей: 500/500. |
| 7  | Гранитный          | посёлок | Получено слишком много сущностей из Викиданные. Количество загруженных сущностей: 500/500. |
| 8  | Грязнушинский      | посёлок | Получено слишком много сущностей из Викиданные. Количество загруженных сущностей: 500/500. |
| 9  | Ерлыгас            | посёлок | Получено слишком много сущностей из Викиданные. Количество загруженных сущностей: 500/500. |
| 10 | Ершовский          | посёлок | Получено слишком много сущностей из Викиданные. Количество загруженных сущностей: 500/500. |
| 11 | Ждановский         | посёлок | Получено слишком много сущностей из Викиданные. Количество загруженных сущностей: 500/500. |
| 12 | Заря               | посёлок | Получено слишком много сущностей из Викиданные. Количество загруженных сущностей: 500/500. |
| 13 | Зингейский         | посёлок | Получено слишком много сущностей из Викиданные. Количество загруженных сущностей: 500/500. |
| 14 | Измайловский       | посёлок | Получено слишком много сущностей из Викиданные. Количество загруженных сущностей: 500/500. |
| 15 | Ильинка            | посёлок | Получено слишком много сущностей из Викиданные. Количество загруженных сущностей: 500/500. |
| 16 | Каменка            | посёлок | Получено слишком много сущностей из Викиданные. Количество загруженных сущностей: 500/500. |
| 17 | Каменный           | посёлок | Получено слишком много сущностей из Викиданные. Количество загруженных сущностей: 500/500. |
| 18 | Карабулак          | посёлок | Получено слишком много сущностей из Викиданные. Количество загруженных сущностей: 500/500. |
| 19 | Кацбахский         | посёлок | Получено слишком много сущностей из Викиданные. Количество загруженных сущностей: 500/500. |
| 20 | Кизильское         | село    | Получено слишком много сущностей из Викиданные. Количество загруженных сущностей: 500/500. |
| 21 | Комсомольский      | посёлок | Получено слишком много сущностей из Викиданные. Количество загруженных сущностей: 500/500. |
| 22 | Лесной             | посёлок | Получено слишком много сущностей из Викиданные. Количество загруженных сущностей: 500/500. |
| 23 | Мартыновка         | посёлок | Получено слишком много сущностей из Викиданные. Количество загруженных сущностей: 500/500. |
| 24 | Михайловка         | посёлок | Получено слишком много сущностей из Викиданные. Количество загруженных сущностей: 500/500. |
| 25 | Мусин              | посёлок | Получено слишком много сущностей из Викиданные. Количество загруженных сущностей: 500/500. |
| 26 | Новинка            | посёлок | Получено слишком много сущностей из Викиданные. Количество загруженных сущностей: 500/500. |
| 27 | Новоершовский      | посёлок | Получено слишком много сущностей из Викиданные. Количество загруженных сущностей: 500/500. |
| 28 | Новоильинская      | деревня | Получено слишком много сущностей из Викиданные. Количество загруженных сущностей: 500/500. |
| 29 | Новопокровский     | посёлок | Получено слишком много сущностей из Викиданные. Количество загруженных сущностей: 500/500. |
| 30 | Новый              | посёлок | Получено слишком много сущностей из Викиданные. Количество загруженных сущностей: 500/500. |
| 31 | Новый Кондуровский | посёлок | Получено слишком много сущностей из Викиданные. Количество загруженных сущностей: 500/500. |
| 32 | Обручёвка          | село    | Получено слишком много сущностей из Викиданные. Количество загруженных сущностей: 500/500. |
| 33 | Октябрьский        | посёлок | Получено слишком много сущностей из Викиданные. Количество загруженных сущностей: 500/500. |
| 34 | Первомайка         | посёлок | Получено слишком много сущностей из Викиданные. Количество загруженных сущностей: 500/500. |
| 35 | Полоцкое           | село    | Получено слишком много сущностей из Викиданные. Количество загруженных сущностей: 500/500. |
| 36 | Пролетарка         | посёлок | Получено слишком много сущностей из Викиданные. Количество загруженных сущностей: 500/500. |
| 37 | Прудный            | посёлок | Получено слишком много сущностей из Викиданные. Количество загруженных сущностей: 500/500. |
| 38 | Путь Октября       | посёлок | Получено слишком много сущностей из Викиданные. Количество загруженных сущностей: 500/500. |
| 39 | Савлатова          | хутор   | Получено слишком много сущностей из Викиданные. Количество загруженных сущностей: 500/500. |
| 40 | Свет               | посёлок | Получено слишком много сущностей из Викиданные. Количество загруженных сущностей: 500/500. |
| 41 | Симбирка           | посёлок | Получено слишком много сущностей из Викиданные. Количество загруженных сущностей: 500/500. |
| 42 | Смородинка         | посёлок | Получено слишком много сущностей из Викиданные. Количество загруженных сущностей: 500/500. |
| 43 | Соколки            | посёлок | Получено слишком много сущностей из Викиданные. Количество загруженных сущностей: 500/500. |
| 44 | Степной            | посёлок | Получено слишком много сущностей из Викиданные. Количество загруженных сущностей: 500/500. |
| 45 | Сыртинский         | посёлок | Получено слишком много сущностей из Викиданные. Количество загруженных сущностей: 500/500. |
| 46 | Увальский          | посёлок | Получено слишком много сущностей из Викиданные. Количество загруженных сущностей: 500/500. |
| 47 | Урал               | посёлок | Получено слишком много сущностей из Викиданные. Количество загруженных сущностей: 500/500. |
| 48 | Хутор 11-й         | хутор   | Получено слишком много сущностей из Викиданные. Количество загруженных сущностей: 500/500. |
| 49 | Целинный           | посёлок | Получено слишком много сущностей из Викиданные. Количество загруженных сущностей: 500/500. |
| 50 | Чапаевский         | посёлок | Получено слишком много сущностей из Викиданные. Количество загруженных сущностей: 500/500. |
| 51 | Черкасы            | посёлок | Получено слишком много сущностей из Викиданные. Количество загруженных сущностей: 500/500. |
| 52 | Чернышевский       | посёлок | Получено слишком много сущностей из Викиданные. Количество загруженных сущностей: 500/500. |

### Коркинский
| № | Населённый пункт     | Тип                  | Население                                                                                  |
| - | -------------------- | -------------------- | ------------------------------------------------------------------------------------------ |
| 1 | Дубровка             | деревня              | Получено слишком много сущностей из Викиданные. Количество загруженных сущностей: 500/500. |
| 2 | Дубровка-Челябинская | посёлок ж.д. станции | Получено слишком много сущностей из Викиданные. Количество загруженных сущностей: 500/500. |
| 3 | Коркино              | город                | Получено слишком много сущностей из Викиданные. Количество загруженных сущностей: 500/500. |
| 4 | Первомайский         | рабочий посёлок      | Получено слишком много сущностей из Викиданные. Количество загруженных сущностей: 500/500. |
| 5 | Роза                 | рабочий посёлок      | Получено слишком много сущностей из Викиданные. Количество загруженных сущностей: 500/500. |
| 6 | Саксан               | посёлок              | Получено слишком много сущностей из Викиданные. Количество загруженных сущностей: 500/500. |
| 7 | Шумаки               | деревня              | Получено слишком много сущностей из Викиданные. Количество загруженных сущностей: 500/500. |

### Красноармейский
| №  | Населённый пункт     | Тип                  | Население                                                                                  |
| -- | -------------------- | -------------------- | ------------------------------------------------------------------------------------------ |
| 1  | Адищево              | деревня              | Получено слишком много сущностей из Викиданные. Количество загруженных сущностей: 500/500. |
| 2  | Алабуга              | село                 | Получено слишком много сущностей из Викиданные. Количество загруженных сущностей: 500/500. |
| 3  | Анфалово             | деревня              | Получено слишком много сущностей из Викиданные. Количество загруженных сущностей: 500/500. |
| 4  | Ачликуль             | село                 | Получено слишком много сущностей из Викиданные. Количество загруженных сущностей: 500/500. |
| 5  | Баландино            | посёлок ж.д. станции | Получено слишком много сущностей из Викиданные. Количество загруженных сущностей: 500/500. |
| 6  | Беликуль             | село                 | Получено слишком много сущностей из Викиданные. Количество загруженных сущностей: 500/500. |
| 7  | Береговой            | посёлок              | Получено слишком много сущностей из Викиданные. Количество загруженных сущностей: 500/500. |
| 8  | Берёзово             | посёлок              | Получено слишком много сущностей из Викиданные. Количество загруженных сущностей: 500/500. |
| 9  | Берсеневка           | деревня              | Получено слишком много сущностей из Викиданные. Количество загруженных сущностей: 500/500. |
| 10 | Боровое              | деревня              | Получено слишком много сущностей из Викиданные. Количество загруженных сущностей: 500/500. |
| 11 | Бродокалмак          | село                 | Получено слишком много сущностей из Викиданные. Количество загруженных сущностей: 500/500. |
| 12 | Ванюши               | деревня              | Получено слишком много сущностей из Викиданные. Количество загруженных сущностей: 500/500. |
| 13 | Дубровка             | посёлок              | Получено слишком много сущностей из Викиданные. Количество загруженных сущностей: 500/500. |
| 14 | Жарки                | деревня              | Получено слишком много сущностей из Викиданные. Количество загруженных сущностей: 500/500. |
| 15 | Ильино               | деревня              | Получено слишком много сущностей из Викиданные. Количество загруженных сущностей: 500/500. |
| 16 | Кадкуль              | деревня              | Получено слишком много сущностей из Викиданные. Количество загруженных сущностей: 500/500. |
| 17 | Калиновка            | деревня              | Получено слишком много сущностей из Викиданные. Количество загруженных сущностей: 500/500. |
| 18 | Калуга-Соловьёвка    | село                 | Получено слишком много сущностей из Викиданные. Количество загруженных сущностей: 500/500. |
| 19 | Камышинка            | деревня              | Получено слишком много сущностей из Викиданные. Количество загруженных сущностей: 500/500. |
| 20 | Канашево             | село                 | Получено слишком много сущностей из Викиданные. Количество загруженных сущностей: 500/500. |
| 21 | Кирды                | село                 | Получено слишком много сущностей из Викиданные. Количество загруженных сущностей: 500/500. |
| 22 | Козырево             | деревня              | Получено слишком много сущностей из Викиданные. Количество загруженных сущностей: 500/500. |
| 23 | Кошкуль              | деревня              | Получено слишком много сущностей из Викиданные. Количество загруженных сущностей: 500/500. |
| 24 | Круглое              | деревня              | Получено слишком много сущностей из Викиданные. Количество загруженных сущностей: 500/500. |
| 25 | Кулат                | деревня              | Получено слишком много сущностей из Викиданные. Количество загруженных сущностей: 500/500. |
| 26 | Курейное             | посёлок              | Получено слишком много сущностей из Викиданные. Количество загруженных сущностей: 500/500. |
| 27 | Лазурный             | посёлок              | Получено слишком много сущностей из Викиданные. Количество загруженных сущностей: 500/500. |
| 28 | Лесной               | посёлок              | Получено слишком много сущностей из Викиданные. Количество загруженных сущностей: 500/500. |
| 29 | Луговой              | посёлок              | Получено слишком много сущностей из Викиданные. Количество загруженных сущностей: 500/500. |
| 30 | Малиновка            | посёлок              | Получено слишком много сущностей из Викиданные. Количество загруженных сущностей: 500/500. |
| 31 | Межевой              | посёлок              | Получено слишком много сущностей из Викиданные. Количество загруженных сущностей: 500/500. |
| 32 | Миасское             | село                 | Получено слишком много сущностей из Викиданные. Количество загруженных сущностей: 500/500. |
| 33 | Мирный               | посёлок              | Получено слишком много сущностей из Викиданные. Количество загруженных сущностей: 500/500. |
| 34 | Нижнепетропавловское | село                 | Получено слишком много сущностей из Викиданные. Количество загруженных сущностей: 500/500. |
| 35 | Новый                | посёлок              | Получено слишком много сущностей из Викиданные. Количество загруженных сущностей: 500/500. |
| 36 | Озёрный              | посёлок              | Получено слишком много сущностей из Викиданные. Количество загруженных сущностей: 500/500. |
| 37 | Октябрьский          | посёлок              | Получено слишком много сущностей из Викиданные. Количество загруженных сущностей: 500/500. |
| 38 | Пашнино              | село                 | Получено слишком много сущностей из Викиданные. Количество загруженных сущностей: 500/500. |
| 39 | Пашнино 1-е          | деревня              | Получено слишком много сущностей из Викиданные. Количество загруженных сущностей: 500/500. |
| 40 | Пашнино 2-е          | деревня              | Получено слишком много сущностей из Викиданные. Количество загруженных сущностей: 500/500. |
| 41 | Песчаный             | посёлок              | Получено слишком много сущностей из Викиданные. Количество загруженных сущностей: 500/500. |
| 42 | Петровский           | посёлок              | Получено слишком много сущностей из Викиданные. Количество загруженных сущностей: 500/500. |
| 43 | Печёнкино            | деревня              | Получено слишком много сущностей из Викиданные. Количество загруженных сущностей: 500/500. |
| 44 | Попово               | село                 | Получено слишком много сущностей из Викиданные. Количество загруженных сущностей: 500/500. |
| 45 | Привольный           | посёлок              | Получено слишком много сущностей из Викиданные. Количество загруженных сущностей: 500/500. |
| 46 | Пятково              | деревня              | Получено слишком много сущностей из Викиданные. Количество загруженных сущностей: 500/500. |
| 47 | Разъезд № 6          | посёлок              | Получено слишком много сущностей из Викиданные. Количество загруженных сущностей: 500/500. |
| 48 | Родник               | посёлок              | Получено слишком много сущностей из Викиданные. Количество загруженных сущностей: 500/500. |
| 49 | Русская Теча         | село                 | Получено слишком много сущностей из Викиданные. Количество загруженных сущностей: 500/500. |
| 50 | Саломатово           | деревня              | Получено слишком много сущностей из Викиданные. Количество загруженных сущностей: 500/500. |
| 51 | Сафоново             | деревня              | Получено слишком много сущностей из Викиданные. Количество загруженных сущностей: 500/500. |
| 52 | Севастьяново         | село                 | Получено слишком много сущностей из Викиданные. Количество загруженных сущностей: 500/500. |
| 53 | Слава                | посёлок              | Получено слишком много сущностей из Викиданные. Количество загруженных сущностей: 500/500. |
| 54 | Сосново              | деревня              | Получено слишком много сущностей из Викиданные. Количество загруженных сущностей: 500/500. |
| 55 | Степной              | посёлок              | Получено слишком много сущностей из Викиданные. Количество загруженных сущностей: 500/500. |
| 56 | Сугояк               | село                 | Получено слишком много сущностей из Викиданные. Количество загруженных сущностей: 500/500. |
| 57 | Сычёво               | деревня              | Получено слишком много сущностей из Викиданные. Количество загруженных сущностей: 500/500. |
| 58 | Тавранкуль           | село                 | Получено слишком много сущностей из Викиданные. Количество загруженных сущностей: 500/500. |
| 59 | Таукаево             | село                 | Получено слишком много сущностей из Викиданные. Количество загруженных сущностей: 500/500. |
| 60 | Теренкуль            | деревня              | Получено слишком много сущностей из Викиданные. Количество загруженных сущностей: 500/500. |
| 61 | Тирикуль             | деревня              | Получено слишком много сущностей из Викиданные. Количество загруженных сущностей: 500/500. |
| 62 | Усольцево            | посёлок              | Получено слишком много сущностей из Викиданные. Количество загруженных сущностей: 500/500. |
| 63 | Устьянцево           | село                 | Получено слишком много сущностей из Викиданные. Количество загруженных сущностей: 500/500. |
| 64 | Фёдоровка            | деревня              | Получено слишком много сущностей из Викиданные. Количество загруженных сущностей: 500/500. |
| 65 | Феклино              | село                 | Получено слишком много сущностей из Викиданные. Количество загруженных сущностей: 500/500. |
| 66 | Фроловка             | деревня              | Получено слишком много сущностей из Викиданные. Количество загруженных сущностей: 500/500. |
| 67 | Ханжино              | село                 | Получено слишком много сущностей из Викиданные. Количество загруженных сущностей: 500/500. |
| 68 | Харино               | село                 | Получено слишком много сущностей из Викиданные. Количество загруженных сущностей: 500/500. |
| 69 | Худяково             | деревня              | Получено слишком много сущностей из Викиданные. Количество загруженных сущностей: 500/500. |
| 70 | Черёмушки            | посёлок              | Получено слишком много сущностей из Викиданные. Количество загруженных сущностей: 500/500. |
| 71 | Черкасово            | село                 | Получено слишком много сущностей из Викиданные. Количество загруженных сущностей: 500/500. |
| 72 | Чистый               | посёлок              | Получено слишком много сущностей из Викиданные. Количество загруженных сущностей: 500/500. |
| 73 | Чурилово             | деревня              | Получено слишком много сущностей из Викиданные. Количество загруженных сущностей: 500/500. |
| 74 | Шабалтак             | деревня              | Получено слишком много сущностей из Викиданные. Количество загруженных сущностей: 500/500. |
| 75 | Шибаново             | деревня              | Получено слишком много сущностей из Викиданные. Количество загруженных сущностей: 500/500. |
| 76 | Шумово               | село                 | Получено слишком много сущностей из Викиданные. Количество загруженных сущностей: 500/500. |
| 77 | Шуранкуль            | деревня              | Получено слишком много сущностей из Викиданные. Количество загруженных сущностей: 500/500. |
| 78 | Якупово              | село                 | Получено слишком много сущностей из Викиданные. Количество загруженных сущностей: 500/500. |

### Кунашакский
| №  | Населённый пункт    | Тип                  | Население                                                                                  |
| -- | ------------------- | -------------------- | ------------------------------------------------------------------------------------------ |
| 1  | Акчакуль            | деревня              | Получено слишком много сущностей из Викиданные. Количество загруженных сущностей: 500/500. |
| 2  | Алифкулова          | деревня              | Получено слишком много сущностей из Викиданные. Количество загруженных сущностей: 500/500. |
| 3  | Аминева             | деревня              | Получено слишком много сущностей из Викиданные. Количество загруженных сущностей: 500/500. |
| 4  | Арыкова             | деревня              | Получено слишком много сущностей из Викиданные. Количество загруженных сущностей: 500/500. |
| 5  | Аширово             | село                 | Получено слишком много сущностей из Викиданные. Количество загруженных сущностей: 500/500. |
| 6  | Баракова            | деревня              | Получено слишком много сущностей из Викиданные. Количество загруженных сущностей: 500/500. |
| 7  | Баязитова           | деревня              | Получено слишком много сущностей из Викиданные. Количество загруженных сущностей: 500/500. |
| 8  | Большая Иркабаево   | деревня              | Получено слишком много сущностей из Викиданные. Количество загруженных сущностей: 500/500. |
| 9  | Большая Казакбаева  | деревня              | Получено слишком много сущностей из Викиданные. Количество загруженных сущностей: 500/500. |
| 10 | Большая Тюлякова    | деревня              | Получено слишком много сущностей из Викиданные. Количество загруженных сущностей: 500/500. |
| 11 | Большой Куяш        | село                 | Получено слишком много сущностей из Викиданные. Количество загруженных сущностей: 500/500. |
| 12 | Борисовка           | деревня              | Получено слишком много сущностей из Викиданные. Количество загруженных сущностей: 500/500. |
| 13 | Бурино              | деревня              | Получено слишком много сущностей из Викиданные. Количество загруженных сущностей: 500/500. |
| 14 | Голубинка           | деревня              | Получено слишком много сущностей из Викиданные. Количество загруженных сущностей: 500/500. |
| 15 | Дружный             | посёлок              | Получено слишком много сущностей из Викиданные. Количество загруженных сущностей: 500/500. |
| 16 | Ибрагимова          | деревня              | Получено слишком много сущностей из Викиданные. Количество загруженных сущностей: 500/500. |
| 17 | Иксанова            | деревня              | Получено слишком много сущностей из Викиданные. Количество загруженных сущностей: 500/500. |
| 18 | Каинкуль            | деревня              | Получено слишком много сущностей из Викиданные. Количество загруженных сущностей: 500/500. |
| 19 | Канзафарова         | деревня              | Получено слишком много сущностей из Викиданные. Количество загруженных сущностей: 500/500. |
| 20 | Карагайкуль         | деревня              | Получено слишком много сущностей из Викиданные. Количество загруженных сущностей: 500/500. |
| 21 | Карагайлы           | посёлок              | Получено слишком много сущностей из Викиданные. Количество загруженных сущностей: 500/500. |
| 22 | Каракульмяк         | деревня              | Получено слишком много сущностей из Викиданные. Количество загруженных сущностей: 500/500. |
| 23 | Карино              | деревня              | Получено слишком много сущностей из Викиданные. Количество загруженных сущностей: 500/500. |
| 24 | Кубагушева          | деревня              | Получено слишком много сущностей из Викиданные. Количество загруженных сущностей: 500/500. |
| 25 | Кулужбаева          | деревня              | Получено слишком много сущностей из Викиданные. Количество загруженных сущностей: 500/500. |
| 26 | Кумкуль             | посёлок              | Получено слишком много сущностей из Викиданные. Количество загруженных сущностей: 500/500. |
| 27 | Кунакбаева          | деревня              | Получено слишком много сущностей из Викиданные. Количество загруженных сущностей: 500/500. |
| 28 | Кунашак             | посёлок ж.д. станции | Получено слишком много сущностей из Викиданные. Количество загруженных сущностей: 500/500. |
| 29 | Кунашак             | село                 | Получено слишком много сущностей из Викиданные. Количество загруженных сущностей: 500/500. |
| 30 | Кырмыскалы          | деревня              | Получено слишком много сущностей из Викиданные. Количество загруженных сущностей: 500/500. |
| 31 | Лесной              | посёлок              | Получено слишком много сущностей из Викиданные. Количество загруженных сущностей: 500/500. |
| 32 | Малая Казакбаева    | деревня              | Получено слишком много сущностей из Викиданные. Количество загруженных сущностей: 500/500. |
| 33 | Малый Кунашак       | деревня              | Получено слишком много сущностей из Викиданные. Количество загруженных сущностей: 500/500. |
| 34 | Малый Куяш          | деревня              | Получено слишком много сущностей из Викиданные. Количество загруженных сущностей: 500/500. |
| 35 | Мансурова           | деревня              | Получено слишком много сущностей из Викиданные. Количество загруженных сущностей: 500/500. |
| 36 | Махмутова           | деревня              | Получено слишком много сущностей из Викиданные. Количество загруженных сущностей: 500/500. |
| 37 | Маяк                | посёлок              | Получено слишком много сущностей из Викиданные. Количество загруженных сущностей: 500/500. |
| 38 | Маян                | посёлок              | Получено слишком много сущностей из Викиданные. Количество загруженных сущностей: 500/500. |
| 39 | Мурино              | деревня              | Получено слишком много сущностей из Викиданные. Количество загруженных сущностей: 500/500. |
| 40 | Мусакаева           | деревня              | Получено слишком много сущностей из Викиданные. Количество загруженных сущностей: 500/500. |
| 41 | Муслюмово           | посёлок ж.д. станции | Получено слишком много сущностей из Викиданные. Количество загруженных сущностей: 500/500. |
| 42 | Муслюмово           | село                 | Получено слишком много сущностей из Викиданные. Количество загруженных сущностей: 500/500. |
| 43 | Нижняя              | посёлок ж.д. станции | Получено слишком много сущностей из Викиданные. Количество загруженных сущностей: 500/500. |
| 44 | Новобурино          | село                 | Получено слишком много сущностей из Викиданные. Количество загруженных сущностей: 500/500. |
| 45 | Новое Курманово     | село                 | Получено слишком много сущностей из Викиданные. Количество загруженных сущностей: 500/500. |
| 46 | Нугуманово          | село                 | Получено слишком много сущностей из Викиданные. Количество загруженных сущностей: 500/500. |
| 47 | Прибрежный          | посёлок              | Получено слишком много сущностей из Викиданные. Количество загруженных сущностей: 500/500. |
| 48 | Разъезд № 2         | посёлок              | Получено слишком много сущностей из Викиданные. Количество загруженных сущностей: 500/500. |
| 49 | Разъезд № 3         | посёлок              | Получено слишком много сущностей из Викиданные. Количество загруженных сущностей: 500/500. |
| 50 | Разъезд № 5         | посёлок              | Получено слишком много сущностей из Викиданные. Количество загруженных сущностей: 500/500. |
| 51 | Сары                | село                 | Получено слишком много сущностей из Викиданные. Количество загруженных сущностей: 500/500. |
| 52 | Сарыкаево           | деревня              | Получено слишком много сущностей из Викиданные. Количество загруженных сущностей: 500/500. |
| 53 | Сарыкульмяк         | деревня              | Получено слишком много сущностей из Викиданные. Количество загруженных сущностей: 500/500. |
| 54 | Серкино             | деревня              | Получено слишком много сущностей из Викиданные. Количество загруженных сущностей: 500/500. |
| 55 | Синарский           | посёлок              | Получено слишком много сущностей из Викиданные. Количество загруженных сущностей: 500/500. |
| 56 | Сосновка            | деревня              | Получено слишком много сущностей из Викиданные. Количество загруженных сущностей: 500/500. |
| 57 | Сулейманово         | деревня              | Получено слишком много сущностей из Викиданные. Количество загруженных сущностей: 500/500. |
| 58 | Султанаева          | деревня              | Получено слишком много сущностей из Викиданные. Количество загруженных сущностей: 500/500. |
| 59 | Султаново           | деревня              | Получено слишком много сущностей из Викиданные. Количество загруженных сущностей: 500/500. |
| 60 | Сураково            | деревня              | Получено слишком много сущностей из Викиданные. Количество загруженных сущностей: 500/500. |
| 61 | Суртаныш            | деревня              | Получено слишком много сущностей из Викиданные. Количество загруженных сущностей: 500/500. |
| 62 | Татарская Караболка | село                 | Получено слишком много сущностей из Викиданные. Количество загруженных сущностей: 500/500. |
| 63 | Тахталым            | деревня              | Получено слишком много сущностей из Викиданные. Количество загруженных сущностей: 500/500. |
| 64 | Трудовой            | посёлок              | Получено слишком много сущностей из Викиданные. Количество загруженных сущностей: 500/500. |
| 65 | Урукуль             | село                 | Получено слишком много сущностей из Викиданные. Количество загруженных сущностей: 500/500. |
| 66 | Усманова            | деревня              | Получено слишком много сущностей из Викиданные. Количество загруженных сущностей: 500/500. |
| 67 | Усть-Багаряк        | село                 | Получено слишком много сущностей из Викиданные. Количество загруженных сущностей: 500/500. |
| 68 | Халитово            | село                 | Получено слишком много сущностей из Викиданные. Количество загруженных сущностей: 500/500. |
| 69 | Чебакуль            | деревня              | Получено слишком много сущностей из Викиданные. Количество загруженных сущностей: 500/500. |
| 70 | Чекурова            | деревня              | Получено слишком много сущностей из Викиданные. Количество загруженных сущностей: 500/500. |
| 71 | Элеваторный         | посёлок              | Получено слишком много сущностей из Викиданные. Количество загруженных сущностей: 500/500. |
| 72 | Юлдашева            | деревня              | Получено слишком много сущностей из Викиданные. Количество загруженных сущностей: 500/500. |
| 73 | Ямантаева           | деревня              | Получено слишком много сущностей из Викиданные. Количество загруженных сущностей: 500/500. |

### Кусинский
| №  | Населённый пункт | Тип                  | Население                                                                                  |
| -- | ---------------- | -------------------- | ------------------------------------------------------------------------------------------ |
| 1  | Ай               | посёлок ж.д. станции | Получено слишком много сущностей из Викиданные. Количество загруженных сущностей: 500/500. |
| 2  | Александровка    | посёлок              | Получено слишком много сущностей из Викиданные. Количество загруженных сущностей: 500/500. |
| 3  | Аршинка          | село                 | Получено слишком много сущностей из Викиданные. Количество загруженных сущностей: 500/500. |
| 4  | Вознесенка       | село                 | Получено слишком много сущностей из Викиданные. Количество загруженных сущностей: 500/500. |
| 5  | Глухой Остров    | деревня              | Получено слишком много сущностей из Викиданные. Количество загруженных сущностей: 500/500. |
| 6  | Движенец         | посёлок              | Получено слишком много сущностей из Викиданные. Количество загруженных сущностей: 500/500. |
| 7  | Злоказово        | село                 | Получено слишком много сущностей из Викиданные. Количество загруженных сущностей: 500/500. |
| 8  | Каскиново        | деревня              | Получено слишком много сущностей из Викиданные. Количество загруженных сущностей: 500/500. |
| 9  | Ковали           | посёлок              | Получено слишком много сущностей из Викиданные. Количество загруженных сущностей: 500/500. |
| 10 | Куса             | город                | Получено слишком много сущностей из Викиданные. Количество загруженных сущностей: 500/500. |
| 11 | Кусинские Печи   | посёлок              | Получено слишком много сущностей из Викиданные. Количество загруженных сущностей: 500/500. |
| 12 | Магнитка         | рабочий посёлок      | Получено слишком много сущностей из Викиданные. Количество загруженных сущностей: 500/500. |
| 13 | Медведевка       | село                 | Получено слишком много сущностей из Викиданные. Количество загруженных сущностей: 500/500. |
| 14 | Никольский       | посёлок              | Получено слишком много сущностей из Викиданные. Количество загруженных сущностей: 500/500. |
| 15 | Октябрьский      | посёлок              | Получено слишком много сущностей из Викиданные. Количество загруженных сущностей: 500/500. |
| 16 | Петропавловка    | село                 | Получено слишком много сущностей из Викиданные. Количество загруженных сущностей: 500/500. |
| 17 | Петрушкино       | деревня              | Получено слишком много сущностей из Викиданные. Количество загруженных сущностей: 500/500. |
| 18 | Северный         | посёлок              | Получено слишком много сущностей из Викиданные. Количество загруженных сущностей: 500/500. |
| 19 | Старая Арша      | деревня              | Получено слишком много сущностей из Викиданные. Количество загруженных сущностей: 500/500. |
| 20 | Терехта          | деревня              | Получено слишком много сущностей из Викиданные. Количество загруженных сущностей: 500/500. |
| 21 | Туктарово        | деревня              | Получено слишком много сущностей из Викиданные. Количество загруженных сущностей: 500/500. |
| 22 | Уртюшка          | посёлок              | Получено слишком много сущностей из Викиданные. Количество загруженных сущностей: 500/500. |

Упразднены - Чеславка (2023)

### Нагайбакский
| №  | Населённый пункт   | Тип             | Население                                                                                  |
| -- | ------------------ | --------------- | ------------------------------------------------------------------------------------------ |
| 1  | Александро-Невский | посёлок         | Получено слишком много сущностей из Викиданные. Количество загруженных сущностей: 500/500. |
| 2  | Арасламбаевский    | посёлок         | Получено слишком много сущностей из Викиданные. Количество загруженных сущностей: 500/500. |
| 3  | Арсинский          | посёлок         | Получено слишком много сущностей из Викиданные. Количество загруженных сущностей: 500/500. |
| 4  | Астафьевский       | посёлок         | Получено слишком много сущностей из Викиданные. Количество загруженных сущностей: 500/500. |
| 5  | Балканы            | посёлок         | Получено слишком много сущностей из Викиданные. Количество загруженных сущностей: 500/500. |
| 6  | Берёзовая Роща     | посёлок         | Получено слишком много сущностей из Викиданные. Количество загруженных сущностей: 500/500. |
| 7  | Гумбейский         | посёлок         | Получено слишком много сущностей из Викиданные. Количество загруженных сущностей: 500/500. |
| 8  | Заречный           | посёлок         | Получено слишком много сущностей из Викиданные. Количество загруженных сущностей: 500/500. |
| 9  | Знаменка           | посёлок         | Получено слишком много сущностей из Викиданные. Количество загруженных сущностей: 500/500. |
| 10 | Калининский        | посёлок         | Получено слишком много сущностей из Викиданные. Количество загруженных сущностей: 500/500. |
| 11 | Кассельский        | посёлок         | Получено слишком много сущностей из Викиданные. Количество загруженных сущностей: 500/500. |
| 12 | Копаловский        | посёлок         | Получено слишком много сущностей из Викиданные. Количество загруженных сущностей: 500/500. |
| 13 | Крупское           | село            | Получено слишком много сущностей из Викиданные. Количество загруженных сущностей: 500/500. |
| 14 | Кужебаевский       | посёлок         | Получено слишком много сущностей из Викиданные. Количество загруженных сущностей: 500/500. |
| 15 | Куликовский        | посёлок         | Получено слишком много сущностей из Викиданные. Количество загруженных сущностей: 500/500. |
| 16 | Курганный          | посёлок         | Получено слишком много сущностей из Викиданные. Количество загруженных сущностей: 500/500. |
| 17 | Куропаткинский     | посёлок         | Получено слишком много сущностей из Викиданные. Количество загруженных сущностей: 500/500. |
| 18 | Лебединое          | село            | Получено слишком много сущностей из Викиданные. Количество загруженных сущностей: 500/500. |
| 19 | Лесные Поляны      | посёлок         | Получено слишком много сущностей из Викиданные. Количество загруженных сущностей: 500/500. |
| 20 | Набережный         | посёлок         | Получено слишком много сущностей из Викиданные. Количество загруженных сущностей: 500/500. |
| 21 | Нагайбакский       | посёлок         | Получено слишком много сущностей из Викиданные. Количество загруженных сущностей: 500/500. |
| 22 | Новочерниговский   | посёлок         | Получено слишком много сущностей из Викиданные. Количество загруженных сущностей: 500/500. |
| 23 | Остроленский       | посёлок         | Получено слишком много сущностей из Викиданные. Количество загруженных сущностей: 500/500. |
| 24 | Париж              | село            | Получено слишком много сущностей из Викиданные. Количество загруженных сущностей: 500/500. |
| 25 | Переселенческий    | посёлок         | Получено слишком много сущностей из Викиданные. Количество загруженных сущностей: 500/500. |
| 26 | Петровский         | посёлок         | Получено слишком много сущностей из Викиданные. Количество загруженных сущностей: 500/500. |
| 27 | Подгорный          | посёлок         | Получено слишком много сущностей из Викиданные. Количество загруженных сущностей: 500/500. |
| 28 | Придорожный        | посёлок         | Получено слишком много сущностей из Викиданные. Количество загруженных сущностей: 500/500. |
| 29 | Рассвет            | посёлок         | Получено слишком много сущностей из Викиданные. Количество загруженных сущностей: 500/500. |
| 30 | Северный           | посёлок         | Получено слишком много сущностей из Викиданные. Количество загруженных сущностей: 500/500. |
| 31 | Слюда              | деревня         | Получено слишком много сущностей из Викиданные. Количество загруженных сущностей: 500/500. |
| 32 | Совхозный          | посёлок         | Получено слишком много сущностей из Викиданные. Количество загруженных сущностей: 500/500. |
| 33 | Требиятский        | посёлок         | Получено слишком много сущностей из Викиданные. Количество загруженных сущностей: 500/500. |
| 34 | Фершампенуаз       | село            | Получено слишком много сущностей из Викиданные. Количество загруженных сущностей: 500/500. |
| 35 | Чернореченский     | посёлок         | Получено слишком много сущностей из Викиданные. Количество загруженных сущностей: 500/500. |
| 36 | Южный              | рабочий посёлок | Получено слишком много сущностей из Викиданные. Количество загруженных сущностей: 500/500. |
| 37 | Ягодная            | деревня         | Получено слишком много сущностей из Викиданные. Количество загруженных сущностей: 500/500. |

### Нязепетровский
| №  | Населённый пункт | Тип                  | Население                                                                                  |
| -- | ---------------- | -------------------- | ------------------------------------------------------------------------------------------ |
| 1  | Абдрахманова     | деревня              | Получено слишком много сущностей из Викиданные. Количество загруженных сущностей: 500/500. |
| 2  | Аптрякова        | деревня              | Получено слишком много сущностей из Викиданные. Количество загруженных сущностей: 500/500. |
| 3  | Арасланово       | посёлок ж.д. станции | Получено слишком много сущностей из Викиданные. Количество загруженных сущностей: 500/500. |
| 4  | Арасланово       | село                 | Получено слишком много сущностей из Викиданные. Количество загруженных сущностей: 500/500. |
| 5  | Беляево          | посёлок              | Получено слишком много сущностей из Викиданные. Количество загруженных сущностей: 500/500. |
| 6  | Бехтерева        | деревня              | Получено слишком много сущностей из Викиданные. Количество загруженных сущностей: 500/500. |
| 7  | Бозово           | деревня              | Получено слишком много сущностей из Викиданные. Количество загруженных сущностей: 500/500. |
| 8  | Горшенина        | деревня              | Получено слишком много сущностей из Викиданные. Количество загруженных сущностей: 500/500. |
| 9  | Гривенка         | деревня              | Получено слишком много сущностей из Викиданные. Количество загруженных сущностей: 500/500. |
| 10 | Деево            | посёлок              | Получено слишком много сущностей из Викиданные. Количество загруженных сущностей: 500/500. |
| 11 | Калиновка        | село                 | Получено слишком много сущностей из Викиданные. Количество загруженных сущностей: 500/500. |
| 12 | Кедровый         | посёлок              | Получено слишком много сущностей из Викиданные. Количество загруженных сущностей: 500/500. |
| 13 | Котово           | посёлок              | Получено слишком много сущностей из Викиданные. Количество загруженных сущностей: 500/500. |
| 14 | Курга            | деревня              | Получено слишком много сущностей из Викиданные. Количество загруженных сущностей: 500/500. |
| 15 | Межевая          | деревня              | Получено слишком много сущностей из Викиданные. Количество загруженных сущностей: 500/500. |
| 16 | Нестерово        | деревня              | Получено слишком много сущностей из Викиданные. Количество загруженных сущностей: 500/500. |
| 17 | Нязепетровск     | город                | Получено слишком много сущностей из Викиданные. Количество загруженных сущностей: 500/500. |
| 18 | Первомайский     | посёлок              | Получено слишком много сущностей из Викиданные. Количество загруженных сущностей: 500/500. |
| 19 | Постникова       | деревня              | Получено слишком много сущностей из Викиданные. Количество загруженных сущностей: 500/500. |
| 20 | Ситцева          | деревня              | Получено слишком много сущностей из Викиданные. Количество загруженных сущностей: 500/500. |
| 21 | Сказ             | посёлок ж.д. станции | Получено слишком много сущностей из Викиданные. Количество загруженных сущностей: 500/500. |
| 22 | Сухово           | деревня              | Получено слишком много сущностей из Викиданные. Количество загруженных сущностей: 500/500. |
| 23 | Табуска          | посёлок ж.д. станции | Получено слишком много сущностей из Викиданные. Количество загруженных сущностей: 500/500. |
| 24 | Ташкинова        | деревня              | Получено слишком много сущностей из Викиданные. Количество загруженных сущностей: 500/500. |
| 25 | Ункурда          | село                 | Получено слишком много сущностей из Викиданные. Количество загруженных сущностей: 500/500. |
| 26 | Шемаха           | село                 | Получено слишком много сущностей из Викиданные. Количество загруженных сущностей: 500/500. |
| 27 | Юлдашево         | деревня              | Получено слишком много сущностей из Викиданные. Количество загруженных сущностей: 500/500. |
| 28 | Юсупово          | деревня              | Получено слишком много сущностей из Викиданные. Количество загруженных сущностей: 500/500. |

### Октябрьский
| №  | Населённый пункт    | Тип     | Население                                                                                  |
| -- | ------------------- | ------- | ------------------------------------------------------------------------------------------ |
| 1  | Александровка       | деревня | Получено слишком много сущностей из Викиданные. Количество загруженных сущностей: 500/500. |
| 2  | Александровка       | деревня | Получено слишком много сущностей из Викиданные. Количество загруженных сущностей: 500/500. |
| 3  | Аминево             | деревня | Получено слишком много сущностей из Викиданные. Количество загруженных сущностей: 500/500. |
| 4  | Бакшан              | деревня | Получено слишком много сущностей из Викиданные. Количество загруженных сущностей: 500/500. |
| 5  | Банниково           | деревня | Получено слишком много сущностей из Викиданные. Количество загруженных сущностей: 500/500. |
| 6  | Барсучье            | деревня | Получено слишком много сущностей из Викиданные. Количество загруженных сущностей: 500/500. |
| 7  | Берёзовский         | посёлок | Получено слишком много сущностей из Викиданные. Количество загруженных сущностей: 500/500. |
| 8  | Большеникольское    | село    | Получено слишком много сущностей из Викиданные. Количество загруженных сущностей: 500/500. |
| 9  | Боровое             | село    | Получено слишком много сущностей из Викиданные. Количество загруженных сущностей: 500/500. |
| 10 | Буланово            | село    | Получено слишком много сущностей из Викиданные. Количество загруженных сущностей: 500/500. |
| 11 | Быково              | деревня | Получено слишком много сущностей из Викиданные. Количество загруженных сущностей: 500/500. |
| 12 | Ваганово            | село    | Получено слишком много сущностей из Викиданные. Количество загруженных сущностей: 500/500. |
| 13 | Варваринка          | деревня | Получено слишком много сущностей из Викиданные. Количество загруженных сущностей: 500/500. |
| 14 | Горелое             | деревня | Получено слишком много сущностей из Викиданные. Количество загруженных сущностей: 500/500. |
| 15 | Деньгино            | деревня | Получено слишком много сущностей из Викиданные. Количество загруженных сущностей: 500/500. |
| 16 | Жохово              | деревня | Получено слишком много сущностей из Викиданные. Количество загруженных сущностей: 500/500. |
| 17 | Журавлиное          | деревня | Получено слишком много сущностей из Викиданные. Количество загруженных сущностей: 500/500. |
| 18 | Загребино           | деревня | Получено слишком много сущностей из Викиданные. Количество загруженных сущностей: 500/500. |
| 19 | Замериново          | деревня | Получено слишком много сущностей из Викиданные. Количество загруженных сущностей: 500/500. |
| 20 | Зуевка              | деревня | Получено слишком много сущностей из Викиданные. Количество загруженных сущностей: 500/500. |
| 21 | Каманкуль           | деревня | Получено слишком много сущностей из Викиданные. Количество загруженных сущностей: 500/500. |
| 22 | Камышное            | деревня | Получено слишком много сущностей из Викиданные. Количество загруженных сущностей: 500/500. |
| 23 | Каракульское        | село    | Получено слишком много сущностей из Викиданные. Количество загруженных сущностей: 500/500. |
| 24 | Киевка              | деревня | Получено слишком много сущностей из Викиданные. Количество загруженных сущностей: 500/500. |
| 25 | Кочердык            | село    | Получено слишком много сущностей из Викиданные. Количество загруженных сущностей: 500/500. |
| 26 | Крутоярский         | посёлок | Получено слишком много сущностей из Викиданные. Количество загруженных сущностей: 500/500. |
| 27 | Кузнецово           | деревня | Получено слишком много сущностей из Викиданные. Количество загруженных сущностей: 500/500. |
| 28 | Лафетное            | деревня | Получено слишком много сущностей из Викиданные. Количество загруженных сущностей: 500/500. |
| 29 | Лебедки             | деревня | Получено слишком много сущностей из Викиданные. Количество загруженных сущностей: 500/500. |
| 30 | Лысково             | село    | Получено слишком много сущностей из Викиданные. Количество загруженных сущностей: 500/500. |
| 31 | Маячное             | село    | Получено слишком много сущностей из Викиданные. Количество загруженных сущностей: 500/500. |
| 32 | Могильное           | деревня | Получено слишком много сущностей из Викиданные. Количество загруженных сущностей: 500/500. |
| 33 | Мяконьки            | село    | Получено слишком много сущностей из Викиданные. Количество загруженных сущностей: 500/500. |
| 34 | Нововарламово       | деревня | Получено слишком много сущностей из Викиданные. Количество загруженных сущностей: 500/500. |
| 35 | Новомосковское      | село    | Получено слишком много сущностей из Викиданные. Количество загруженных сущностей: 500/500. |
| 36 | Октябрьское         | село    | Получено слишком много сущностей из Викиданные. Количество загруженных сущностей: 500/500. |
| 37 | Окунево             | деревня | Получено слишком много сущностей из Викиданные. Количество загруженных сущностей: 500/500. |
| 38 | Петровский          | посёлок | Получено слишком много сущностей из Викиданные. Количество загруженных сущностей: 500/500. |
| 39 | Петроград           | деревня | Получено слишком много сущностей из Викиданные. Количество загруженных сущностей: 500/500. |
| 40 | Подовинное          | село    | Получено слишком много сущностей из Викиданные. Количество загруженных сущностей: 500/500. |
| 41 | Свободный           | посёлок | Получено слишком много сущностей из Викиданные. Количество загруженных сущностей: 500/500. |
| 42 | Семёновка           | деревня | Получено слишком много сущностей из Викиданные. Количество загруженных сущностей: 500/500. |
| 43 | Сосновенькое        | деревня | Получено слишком много сущностей из Викиданные. Количество загруженных сущностей: 500/500. |
| 44 | Спорное             | деревня | Получено слишком много сущностей из Викиданные. Количество загруженных сущностей: 500/500. |
| 45 | Степановка          | деревня | Получено слишком много сущностей из Викиданные. Количество загруженных сущностей: 500/500. |
| 46 | Сысоево             | деревня | Получено слишком много сущностей из Викиданные. Количество загруженных сущностей: 500/500. |
| 47 | Теренкуль           | деревня | Получено слишком много сущностей из Викиданные. Количество загруженных сущностей: 500/500. |
| 48 | Уйско-Чебаркульская | деревня | Получено слишком много сущностей из Викиданные. Количество загруженных сущностей: 500/500. |
| 49 | Харлуши             | деревня | Получено слишком много сущностей из Викиданные. Количество загруженных сущностей: 500/500. |
| 50 | Чернякино           | деревня | Получено слишком много сущностей из Викиданные. Количество загруженных сущностей: 500/500. |
| 51 | Чудиново            | село    | Получено слишком много сущностей из Викиданные. Количество загруженных сущностей: 500/500. |
| 52 | Шипкино             | деревня | Получено слишком много сущностей из Викиданные. Количество загруженных сущностей: 500/500. |
| 53 | Шишминка            | деревня | Получено слишком много сущностей из Викиданные. Количество загруженных сущностей: 500/500. |

### Пластовский
| №  | Населённый пункт | Тип     | Население                                                                                  |
| -- | ---------------- | ------- | ------------------------------------------------------------------------------------------ |
| 1  | Андреевский      | посёлок | Получено слишком много сущностей из Викиданные. Количество загруженных сущностей: 500/500. |
| 2  | Борисовка        | село    | Получено слишком много сущностей из Викиданные. Количество загруженных сущностей: 500/500. |
| 3  | Верхняя Кабанка  | село    | Получено слишком много сущностей из Викиданные. Количество загруженных сущностей: 500/500. |
| 4  | Верхняя Санарка  | село    | Получено слишком много сущностей из Викиданные. Количество загруженных сущностей: 500/500. |
| 5  | Воронино         | посёлок | Получено слишком много сущностей из Викиданные. Количество загруженных сущностей: 500/500. |
| 6  | Демарино         | село    | Получено слишком много сущностей из Викиданные. Количество загруженных сущностей: 500/500. |
| 7  | Котлик           | посёлок | Получено слишком много сущностей из Викиданные. Количество загруженных сущностей: 500/500. |
| 8  | Кочкарь          | село    | Получено слишком много сущностей из Викиданные. Количество загруженных сущностей: 500/500. |
| 9  | Кукушка          | село    | Получено слишком много сущностей из Викиданные. Количество загруженных сущностей: 500/500. |
| 10 | Михайловка       | село    | Получено слишком много сущностей из Викиданные. Количество загруженных сущностей: 500/500. |
| 11 | Новый Кумляк     | село    | Получено слишком много сущностей из Викиданные. Количество загруженных сущностей: 500/500. |
| 12 | Пласт            | город   | Получено слишком много сущностей из Викиданные. Количество загруженных сущностей: 500/500. |
| 13 | Поляновка        | село    | Получено слишком много сущностей из Викиданные. Количество загруженных сущностей: 500/500. |
| 14 | Пчельник         | хутор   | Получено слишком много сущностей из Викиданные. Количество загруженных сущностей: 500/500. |
| 15 | Радиомайка       | село    | Получено слишком много сущностей из Викиданные. Количество загруженных сущностей: 500/500. |
| 16 | Светлый          | посёлок | Получено слишком много сущностей из Викиданные. Количество загруженных сущностей: 500/500. |
| 17 | Старый Кумляк    | село    | Получено слишком много сущностей из Викиданные. Количество загруженных сущностей: 500/500. |
| 18 | Степнинское      | село    | Получено слишком много сущностей из Викиданные. Количество загруженных сущностей: 500/500. |
| 19 | Степное          | село    | Получено слишком много сущностей из Викиданные. Количество загруженных сущностей: 500/500. |
| 20 | Чукса            | село    | Получено слишком много сущностей из Викиданные. Количество загруженных сущностей: 500/500. |

### город Сатка иСаткинский район
В 2013 году упразднены пос.Брусничный и Речная
| №  | Населённый пункт | Тип                  | Население                                                                                  |
| -- | ---------------- | -------------------- | ------------------------------------------------------------------------------------------ |
| 1  | Айлино           | село                 | Получено слишком много сущностей из Викиданные. Количество загруженных сущностей: 500/500. |
| 2  | Алексеевка       | деревня              | Получено слишком много сущностей из Викиданные. Количество загруженных сущностей: 500/500. |
| 3  | Бакал            | город                | Получено слишком много сущностей из Викиданные. Количество загруженных сущностей: 500/500. |
| 4  | Бердяуш          | рабочий посёлок      | Получено слишком много сущностей из Викиданные. Количество загруженных сущностей: 500/500. |
| 5  | Берёзовый Мост   | посёлок              | Получено слишком много сущностей из Викиданные. Количество загруженных сущностей: 500/500. |
| 6  | Большая Запань   | посёлок              | Получено слишком много сущностей из Викиданные. Количество загруженных сущностей: 500/500. |
| 7  | Верхний Айск     | деревня              | Получено слишком много сущностей из Викиданные. Количество загруженных сущностей: 500/500. |
| 8  | Единовер         | посёлок              | Получено слишком много сущностей из Викиданные. Количество загруженных сущностей: 500/500. |
| 9  | Ельничный        | посёлок              | Получено слишком много сущностей из Викиданные. Количество загруженных сущностей: 500/500. |
| 10 | Жукатау          | посёлок ж.д. станции | Получено слишком много сущностей из Викиданные. Количество загруженных сущностей: 500/500. |
| 11 | Зюраткуль        | посёлок              | Получено слишком много сущностей из Викиданные. Количество загруженных сущностей: 500/500. |
| 12 | Иструть          | посёлок              | Получено слишком много сущностей из Викиданные. Количество загруженных сущностей: 500/500. |
| 13 | Магнитский       | посёлок              | Получено слишком много сущностей из Викиданные. Количество загруженных сущностей: 500/500. |
| 14 | Малый Бердяуш    | посёлок              | Получено слишком много сущностей из Викиданные. Количество загруженных сущностей: 500/500. |
| 15 | Межгорный        | посёлок              | Получено слишком много сущностей из Викиданные. Количество загруженных сущностей: 500/500. |
| 16 | Межевой          | рабочий посёлок      | Получено слишком много сущностей из Викиданные. Количество загруженных сущностей: 500/500. |
| 17 | Мраморный        | посёлок              | Получено слишком много сущностей из Викиданные. Количество загруженных сущностей: 500/500. |
| 18 | Нижняя Сатка     | посёлок              | Получено слишком много сущностей из Викиданные. Количество загруженных сущностей: 500/500. |
| 19 | Петромихайловка  | деревня              | Получено слишком много сущностей из Викиданные. Количество загруженных сущностей: 500/500. |
| 20 | Покровка         | деревня              | Получено слишком много сущностей из Викиданные. Количество загруженных сущностей: 500/500. |
| 21 | Пороги           | посёлок              | Получено слишком много сущностей из Викиданные. Количество загруженных сущностей: 500/500. |
| 22 | Постройки        | посёлок              | Получено слишком много сущностей из Викиданные. Количество загруженных сущностей: 500/500. |
| 23 | Романовка        | село                 | Получено слишком много сущностей из Викиданные. Количество загруженных сущностей: 500/500. |
| 24 | Рудничное        | посёлок              | Получено слишком много сущностей из Викиданные. Количество загруженных сущностей: 500/500. |
| 25 | Сатка            | город                | Получено слишком много сущностей из Викиданные. Количество загруженных сущностей: 500/500. |
| 26 | Сибирка          | посёлок              | Получено слишком много сущностей из Викиданные. Количество загруженных сущностей: 500/500. |
| 27 | Сикиязтамак      | деревня              | Получено слишком много сущностей из Викиданные. Количество загруженных сущностей: 500/500. |
| 28 | Старая Пристань  | деревня              | Получено слишком много сущностей из Викиданные. Количество загруженных сущностей: 500/500. |
| 29 | Сулея            | рабочий посёлок      | Получено слишком много сущностей из Викиданные. Количество загруженных сущностей: 500/500. |
| 30 | Тельмана         | посёлок              | Получено слишком много сущностей из Викиданные. Количество загруженных сущностей: 500/500. |
| 31 | Чёрная Речка     | посёлок              | Получено слишком много сущностей из Викиданные. Количество загруженных сущностей: 500/500. |
| 32 | Чулковка         | посёлок              | Получено слишком много сущностей из Викиданные. Количество загруженных сущностей: 500/500. |

### Сосновский
| №  | Населённый пункт        | Тип          | Население                                                                                  |
| -- | ----------------------- | ------------ | ------------------------------------------------------------------------------------------ |
| 1  | Алишева                 | деревня      | Получено слишком много сущностей из Викиданные. Количество загруженных сущностей: 500/500. |
| 2  | Альмеева                | деревня      | Получено слишком много сущностей из Викиданные. Количество загруженных сущностей: 500/500. |
| 3  | Архангельское           | село         | Получено слишком много сущностей из Викиданные. Количество загруженных сущностей: 500/500. |
| 4  | Биргильда               | ж.д. станция | Получено слишком много сущностей из Викиданные. Количество загруженных сущностей: 500/500. |
| 5  | Большие Харлуши         | село         | Получено слишком много сущностей из Викиданные. Количество загруженных сущностей: 500/500. |
| 6  | Большое Баландино       | село         | Получено слишком много сущностей из Викиданные. Количество загруженных сущностей: 500/500. |
| 7  | Большое Таскино         | деревня      | Получено слишком много сущностей из Викиданные. Количество загруженных сущностей: 500/500. |
| 8  | Бутаки                  | деревня      | Получено слишком много сущностей из Викиданные. Количество загруженных сущностей: 500/500. |
| 9  | Бухарино                | деревня      | Получено слишком много сущностей из Викиданные. Количество загруженных сущностей: 500/500. |
| 10 | Вавиловец               | посёлок      | Получено слишком много сущностей из Викиданные. Количество загруженных сущностей: 500/500. |
| 11 | Верхние Малюки          | деревня      | Получено слишком много сущностей из Викиданные. Количество загруженных сущностей: 500/500. |
| 12 | Витаминный              | посёлок      | Получено слишком много сущностей из Викиданные. Количество загруженных сущностей: 500/500. |
| 13 | Вознесенка              | село         | Получено слишком много сущностей из Викиданные. Количество загруженных сущностей: 500/500. |
| 14 | Высокий                 | посёлок      | Получено слишком много сущностей из Викиданные. Количество загруженных сущностей: 500/500. |
| 15 | Глинка                  | деревня      | Получено слишком много сущностей из Викиданные. Количество загруженных сущностей: 500/500. |
| 16 | Долгодеревенское        | село         | Получено слишком много сущностей из Викиданные. Количество загруженных сущностей: 500/500. |
| 17 | Есаульский              | посёлок      | Получено слишком много сущностей из Викиданные. Количество загруженных сущностей: 500/500. |
| 18 | Заварухино              | деревня      | Получено слишком много сущностей из Викиданные. Количество загруженных сущностей: 500/500. |
| 19 | Западный                | посёлок      | Получено слишком много сущностей из Викиданные. Количество загруженных сущностей: 500/500. |
| 20 | Казанцево               | деревня      | Получено слишком много сущностей из Викиданные. Количество загруженных сущностей: 500/500. |
| 21 | Кайгородово             | село         | Получено слишком много сущностей из Викиданные. Количество загруженных сущностей: 500/500. |
| 22 | Касарги                 | деревня      | Получено слишком много сущностей из Викиданные. Количество загруженных сущностей: 500/500. |
| 23 | Касарги                 | посёлок      | Получено слишком много сущностей из Викиданные. Количество загруженных сущностей: 500/500. |
| 24 | Киржакуль               | деревня      | Получено слишком много сущностей из Викиданные. Количество загруженных сущностей: 500/500. |
| 25 | Кисегачинский           | посёлок      | Получено слишком много сущностей из Викиданные. Количество загруженных сущностей: 500/500. |
| 26 | Ключевка                | деревня      | Получено слишком много сущностей из Викиданные. Количество загруженных сущностей: 500/500. |
| 27 | Ключи                   | деревня      | Получено слишком много сущностей из Викиданные. Количество загруженных сущностей: 500/500. |
| 28 | Костыли                 | деревня      | Получено слишком много сущностей из Викиданные. Количество загруженных сущностей: 500/500. |
| 29 | Красное Поле            | посёлок      | Получено слишком много сущностей из Викиданные. Количество загруженных сущностей: 500/500. |
| 30 | Кременкуль              | село         | Получено слишком много сущностей из Викиданные. Количество загруженных сущностей: 500/500. |
| 31 | Ленинский               | посёлок      | Получено слишком много сущностей из Викиданные. Количество загруженных сущностей: 500/500. |
| 32 | Малая Сосновка          | посёлок      | Получено слишком много сущностей из Викиданные. Количество загруженных сущностей: 500/500. |
| 33 | Малиновка               | деревня      | Получено слишком много сущностей из Викиданные. Количество загруженных сущностей: 500/500. |
| 34 | Малышево                | деревня      | Получено слишком много сущностей из Викиданные. Количество загруженных сущностей: 500/500. |
| 35 | Мамаева                 | деревня      | Получено слишком много сущностей из Викиданные. Количество загруженных сущностей: 500/500. |
| 36 | Медиак                  | деревня      | Получено слишком много сущностей из Викиданные. Количество загруженных сущностей: 500/500. |
| 37 | Мирный                  | посёлок      | Получено слишком много сущностей из Викиданные. Количество загруженных сущностей: 500/500. |
| 38 | Мичурино                | деревня      | Получено слишком много сущностей из Викиданные. Количество загруженных сущностей: 500/500. |
| 39 | Моховички               | деревня      | Получено слишком много сущностей из Викиданные. Количество загруженных сущностей: 500/500. |
| 40 | Нагорный                | посёлок      | Получено слишком много сущностей из Викиданные. Количество загруженных сущностей: 500/500. |
| 41 | Новое Поле              | деревня      | Получено слишком много сущностей из Викиданные. Количество загруженных сущностей: 500/500. |
| 42 | Новотроицкий            | посёлок      | Получено слишком много сущностей из Викиданные. Количество загруженных сущностей: 500/500. |
| 43 | Новый Кременкуль        | посёлок      | Получено слишком много сущностей из Викиданные. Количество загруженных сущностей: 500/500. |
| 44 | Осиновка                | деревня      | Получено слишком много сущностей из Викиданные. Количество загруженных сущностей: 500/500. |
| 45 | Полевой                 | посёлок      | Получено слишком много сущностей из Викиданные. Количество загруженных сущностей: 500/500. |
| 46 | Полетаево               | посёлок      | Получено слишком много сущностей из Викиданные. Количество загруженных сущностей: 500/500. |
| 47 | Полетаево I-е           | село         | Получено слишком много сущностей из Викиданные. Количество загруженных сущностей: 500/500. |
| 48 | Полетаево II-е          | деревня      | Получено слишком много сущностей из Викиданные. Количество загруженных сущностей: 500/500. |
| 49 | Полетаево II-е          | посёлок      | Получено слишком много сущностей из Викиданные. Количество загруженных сущностей: 500/500. |
| 50 | Полина                  | посёлок      |                                                                                            |
| 51 | Полянный                | посёлок      | Получено слишком много сущностей из Викиданные. Количество загруженных сущностей: 500/500. |
| 52 | Пригородный             | посёлок      |                                                                                            |
| 53 | Прохорово               | деревня      | Получено слишком много сущностей из Викиданные. Количество загруженных сущностей: 500/500. |
| 54 | Прудный                 | посёлок      | Получено слишком много сущностей из Викиданные. Количество загруженных сущностей: 500/500. |
| 55 | Рощино                  | посёлок      | Получено слишком много сущностей из Викиданные. Количество загруженных сущностей: 500/500. |
| 56 | Сагаусты                | посёлок      | Получено слишком много сущностей из Викиданные. Количество загруженных сущностей: 500/500. |
| 57 | Садовый                 | посёлок      | Получено слишком много сущностей из Викиданные. Количество загруженных сущностей: 500/500. |
| 58 | Саккулово               | посёлок      | Получено слишком много сущностей из Викиданные. Количество загруженных сущностей: 500/500. |
| 59 | Саргазы                 | посёлок      | Получено слишком много сущностей из Викиданные. Количество загруженных сущностей: 500/500. |
| 60 | Северный                | посёлок      | Получено слишком много сущностей из Викиданные. Количество загруженных сущностей: 500/500. |
| 61 | Серозак                 | ж.д. станция | Получено слишком много сущностей из Викиданные. Количество загруженных сущностей: 500/500. |
| 62 | Смолино                 | ж.д. станция | Получено слишком много сущностей из Викиданные. Количество загруженных сущностей: 500/500. |
| 63 | Смольное                | деревня      | Получено слишком много сущностей из Викиданные. Количество загруженных сущностей: 500/500. |
| 64 | Солнечный               | посёлок      | Получено слишком много сущностей из Викиданные. Количество загруженных сущностей: 500/500. |
| 65 | Султаева                | деревня      | Получено слишком много сущностей из Викиданные. Количество загруженных сущностей: 500/500. |
| 66 | Таловка                 | деревня      | Получено слишком много сущностей из Викиданные. Количество загруженных сущностей: 500/500. |
| 67 | Терема                  | посёлок      |                                                                                            |
| 68 | Теченский               | посёлок      | Получено слишком много сущностей из Викиданные. Количество загруженных сущностей: 500/500. |
| 69 | Томино                  | деревня      | Получено слишком много сущностей из Викиданные. Количество загруженных сущностей: 500/500. |
| 70 | Томино                  | посёлок      | Получено слишком много сущностей из Викиданные. Количество загруженных сущностей: 500/500. |
| 71 | Томинский               | посёлок      | Получено слишком много сущностей из Викиданные. Количество загруженных сущностей: 500/500. |
| 72 | Трифоново               | деревня      | Получено слишком много сущностей из Викиданные. Количество загруженных сущностей: 500/500. |
| 73 | Трубный                 | посёлок      | Получено слишком много сущностей из Викиданные. Количество загруженных сущностей: 500/500. |
| 74 | Туктубаево              | село         | Получено слишком много сущностей из Викиданные. Количество загруженных сущностей: 500/500. |
| 75 | Ужевка                  | деревня      | Получено слишком много сущностей из Викиданные. Количество загруженных сущностей: 500/500. |
| 76 | Урефты                  | деревня      | Получено слишком много сущностей из Викиданные. Количество загруженных сущностей: 500/500. |
| 77 | Чипышево                | село         | Получено слишком много сущностей из Викиданные. Количество загруженных сущностей: 500/500. |
| 78 | Чишма                   | деревня      | Получено слишком много сущностей из Викиданные. Количество загруженных сущностей: 500/500. |
| 79 | Шигаево                 | деревня      | Получено слишком много сущностей из Викиданные. Количество загруженных сущностей: 500/500. |
| 80 | Шимаковка               | деревня      | Получено слишком много сущностей из Викиданные. Количество загруженных сущностей: 500/500. |
| 81 | Этимганова              | деревня      | Получено слишком много сущностей из Викиданные. Количество загруженных сущностей: 500/500. |
| 82 | Южно-Челябинский Прииск | посёлок      | Получено слишком много сущностей из Викиданные. Количество загруженных сущностей: 500/500. |

### Троицкий
| №  | Населённый пункт  | Тип             | Население                                                                                  |
| -- | ----------------- | --------------- | ------------------------------------------------------------------------------------------ |
| 1  | Белозеры          | село            | Получено слишком много сущностей из Викиданные. Количество загруженных сущностей: 500/500. |
| 2  | Белокаменка       | посёлок         | Получено слишком много сущностей из Викиданные. Количество загруженных сущностей: 500/500. |
| 3  | Белоключевка      | посёлок         | #Н/Д                                                                                       |
| 4  | Березники         | посёлок         | Получено слишком много сущностей из Викиданные. Количество загруженных сущностей: 500/500. |
| 5  | Берлин            | посёлок         | Получено слишком много сущностей из Викиданные. Количество загруженных сущностей: 500/500. |
| 6  | Бобровка          | село            | Получено слишком много сущностей из Викиданные. Количество загруженных сущностей: 500/500. |
| 7  | Бугристое         | посёлок         | Получено слишком много сущностей из Викиданные. Количество загруженных сущностей: 500/500. |
| 8  | Бурханкуль        | деревня         | Получено слишком много сущностей из Викиданные. Количество загруженных сущностей: 500/500. |
| 9  | Воробьевка        | деревня         | Получено слишком много сущностей из Викиданные. Количество загруженных сущностей: 500/500. |
| 10 | Дачный            | посёлок         | Получено слишком много сущностей из Викиданные. Количество загруженных сущностей: 500/500. |
| 11 | Дробышево         | село            | Получено слишком много сущностей из Викиданные. Количество загруженных сущностей: 500/500. |
| 12 | Дубровка          | деревня         | Получено слишком много сущностей из Викиданные. Количество загруженных сущностей: 500/500. |
| 13 | Епанишниково      | деревня         | Получено слишком много сущностей из Викиданные. Количество загруженных сущностей: 500/500. |
| 14 | Иванково          | посёлок         | Получено слишком много сущностей из Викиданные. Количество загруженных сущностей: 500/500. |
| 15 | Искра             | посёлок         | Получено слишком много сущностей из Викиданные. Количество загруженных сущностей: 500/500. |
| 16 | Кадымцево         | село            | Получено слишком много сущностей из Викиданные. Количество загруженных сущностей: 500/500. |
| 17 | Каменка           | посёлок         | Получено слишком много сущностей из Викиданные. Количество загруженных сущностей: 500/500. |
| 18 | Каменная Речка    | посёлок         | Получено слишком много сущностей из Викиданные. Количество загруженных сущностей: 500/500. |
| 19 | Каменная Санарка  | посёлок         | Получено слишком много сущностей из Викиданные. Количество загруженных сущностей: 500/500. |
| 20 | Карабаново        | посёлок         | Получено слишком много сущностей из Викиданные. Количество загруженных сущностей: 500/500. |
| 21 | Каракулька        | посёлок         | Получено слишком много сущностей из Викиданные. Количество загруженных сущностей: 500/500. |
| 22 | Карсы             | село            | Получено слишком много сущностей из Викиданные. Количество загруженных сущностей: 500/500. |
| 23 | Кварцитный        | посёлок         | Получено слишком много сущностей из Викиданные. Количество загруженных сущностей: 500/500. |
| 24 | Ключевка          | село            | Получено слишком много сущностей из Викиданные. Количество загруженных сущностей: 500/500. |
| 25 | Клястицкое        | село            | Получено слишком много сущностей из Викиданные. Количество загруженных сущностей: 500/500. |
| 26 | Кособродка        | село            | Получено слишком много сущностей из Викиданные. Количество загруженных сущностей: 500/500. |
| 27 | Краснооктябрьский | посёлок         | Получено слишком много сущностей из Викиданные. Количество загруженных сущностей: 500/500. |
| 28 | Крахалевка        | посёлок         | Получено слишком много сущностей из Викиданные. Количество загруженных сущностей: 500/500. |
| 29 | Кумысное          | посёлок ост. п. | Получено слишком много сущностей из Викиданные. Количество загруженных сущностей: 500/500. |
| 30 | Кумысное          | посёлок         | Получено слишком много сущностей из Викиданные. Количество загруженных сущностей: 500/500. |
| 31 | Лагерный          | посёлок         | Получено слишком много сущностей из Викиданные. Количество загруженных сущностей: 500/500. |
| 32 | Лебедевка         | посёлок         | Получено слишком много сущностей из Викиданные. Количество загруженных сущностей: 500/500. |
| 33 | Логовой           | посёлок         | Получено слишком много сущностей из Викиданные. Количество загруженных сущностей: 500/500. |
| 34 | Ляпино            | посёлок         | Получено слишком много сущностей из Викиданные. Количество загруженных сущностей: 500/500. |
| 35 | Метличье          | посёлок         | Получено слишком много сущностей из Викиданные. Количество загруженных сущностей: 500/500. |
| 36 | Морозкино         | посёлок         | Получено слишком много сущностей из Викиданные. Количество загруженных сущностей: 500/500. |
| 37 | Неверово          | посёлок         | Получено слишком много сущностей из Викиданные. Количество загруженных сущностей: 500/500. |
| 38 | Нижняя Санарка    | село            | Получено слишком много сущностей из Викиданные. Количество загруженных сущностей: 500/500. |
| 39 | Новый Мир         | посёлок         | Получено слишком много сущностей из Викиданные. Количество загруженных сущностей: 500/500. |
| 40 | Озеро-Сосновка    | деревня         | Получено слишком много сущностей из Викиданные. Количество загруженных сущностей: 500/500. |
| 41 | Опытный           | посёлок         | Получено слишком много сущностей из Викиданные. Количество загруженных сущностей: 500/500. |
| 42 | Осиповка          | посёлок         | Получено слишком много сущностей из Викиданные. Количество загруженных сущностей: 500/500. |
| 43 | Первомайка        | посёлок         | Получено слишком много сущностей из Викиданные. Количество загруженных сущностей: 500/500. |
| 44 | Песчаное          | село            | Получено слишком много сущностей из Викиданные. Количество загруженных сущностей: 500/500. |
| 45 | Плодовый          | посёлок         | Получено слишком много сущностей из Викиданные. Количество загруженных сущностей: 500/500. |
| 46 | Подгорное         | село            | Получено слишком много сущностей из Викиданные. Количество загруженных сущностей: 500/500. |
| 47 | Полесье           | посёлок         | Получено слишком много сущностей из Викиданные. Количество загруженных сущностей: 500/500. |
| 48 | Репино            | посёлок         | Получено слишком много сущностей из Викиданные. Количество загруженных сущностей: 500/500. |
| 49 | Родники           | посёлок         | Получено слишком много сущностей из Викиданные. Количество загруженных сущностей: 500/500. |
| 50 | Рытвино           | посёлок         | Получено слишком много сущностей из Викиданные. Количество загруженных сущностей: 500/500. |
| 51 | Садовый           | посёлок         | Получено слишком много сущностей из Викиданные. Количество загруженных сущностей: 500/500. |
| 52 | Сары              | деревня         | Получено слишком много сущностей из Викиданные. Количество загруженных сущностей: 500/500. |
| 53 | Сбитнево          | деревня         | Получено слишком много сущностей из Викиданные. Количество загруженных сущностей: 500/500. |
| 54 | Скалистый         | посёлок         | Получено слишком много сущностей из Викиданные. Количество загруженных сущностей: 500/500. |
| 55 | Сливной           | посёлок         | Получено слишком много сущностей из Викиданные. Количество загруженных сущностей: 500/500. |
| 56 | Снежково          | посёлок         | Получено слишком много сущностей из Викиданные. Количество загруженных сущностей: 500/500. |
| 57 | Стрелецк          | посёлок         | Получено слишком много сущностей из Викиданные. Количество загруженных сущностей: 500/500. |
| 58 | Суналы            | посёлок         | Получено слишком много сущностей из Викиданные. Количество загруженных сущностей: 500/500. |
| 59 | Тогузак           | посёлок         | Получено слишком много сущностей из Викиданные. Количество загруженных сущностей: 500/500. |
| 60 | Травянка          | село            | Получено слишком много сущностей из Викиданные. Количество загруженных сущностей: 500/500. |
| 61 | Уварово           | посёлок         | Получено слишком много сущностей из Викиданные. Количество загруженных сущностей: 500/500. |
| 62 | Уйско-Санарский   | посёлок         | Получено слишком много сущностей из Викиданные. Количество загруженных сущностей: 500/500. |
| 63 | Уразаевский       | посёлок         | Получено слишком много сущностей из Викиданные. Количество загруженных сущностей: 500/500. |
| 64 | Херсонский        | посёлок         | Получено слишком много сущностей из Викиданные. Количество загруженных сущностей: 500/500. |
| 65 | Целинный          | посёлок         | Получено слишком много сущностей из Викиданные. Количество загруженных сущностей: 500/500. |
| 66 | Черноморка        | посёлок         | Получено слишком много сущностей из Викиданные. Количество загруженных сущностей: 500/500. |
| 67 | Черноречье        | посёлок         | Получено слишком много сущностей из Викиданные. Количество загруженных сущностей: 500/500. |
| 68 | Чкалова           | посёлок         | Получено слишком много сущностей из Викиданные. Количество загруженных сущностей: 500/500. |
| 69 | Шантарино         | посёлок         | Получено слишком много сущностей из Викиданные. Количество загруженных сущностей: 500/500. |
| 70 | Ягодный           | посёлок         | Получено слишком много сущностей из Викиданные. Количество загруженных сущностей: 500/500. |
| 71 | Ясные Поляны      | посёлок         | Получено слишком много сущностей из Викиданные. Количество загруженных сущностей: 500/500. |

### Увельский
| №  | Населённый пункт | Тип                  | Население                                                                                  |
| -- | ---------------- | -------------------- | ------------------------------------------------------------------------------------------ |
| 1  | Андреевка        | деревня              | Получено слишком много сущностей из Викиданные. Количество загруженных сущностей: 500/500. |
| 2  | Берёзовка        | посёлок              | Получено слишком много сущностей из Викиданные. Количество загруженных сущностей: 500/500. |
| 3  | Большое Шумаково | деревня              | Получено слишком много сущностей из Викиданные. Количество загруженных сущностей: 500/500. |
| 4  | Водопойка        | деревня              | Получено слишком много сущностей из Викиданные. Количество загруженных сущностей: 500/500. |
| 5  | Вялково          | деревня              | Получено слишком много сущностей из Викиданные. Количество загруженных сущностей: 500/500. |
| 6  | Гагарье          | деревня              | Получено слишком много сущностей из Викиданные. Количество загруженных сущностей: 500/500. |
| 7  | Дружный          | посёлок              | Получено слишком много сущностей из Викиданные. Количество загруженных сущностей: 500/500. |
| 8  | Дуванкуль        | село                 | Получено слишком много сущностей из Викиданные. Количество загруженных сущностей: 500/500. |
| 9  | Зелёный Лог      | посёлок              | Получено слишком много сущностей из Викиданные. Количество загруженных сущностей: 500/500. |
| 10 | Кабанка          | село                 | Получено слишком много сущностей из Викиданные. Количество загруженных сущностей: 500/500. |
| 11 | Каменский        | посёлок              | Получено слишком много сущностей из Викиданные. Количество загруженных сущностей: 500/500. |
| 12 | Катаево          | село                 | Получено слишком много сущностей из Викиданные. Количество загруженных сущностей: 500/500. |
| 13 | Каштак           | деревня              | Получено слишком много сущностей из Викиданные. Количество загруженных сущностей: 500/500. |
| 14 | Кичигино         | село                 | Получено слишком много сущностей из Викиданные. Количество загруженных сущностей: 500/500. |
| 15 | Ключи            | деревня              | Получено слишком много сущностей из Викиданные. Количество загруженных сущностей: 500/500. |
| 16 | Копанцево        | деревня              | Получено слишком много сущностей из Викиданные. Количество загруженных сущностей: 500/500. |
| 17 | Красносельское   | село                 | Получено слишком много сущностей из Викиданные. Количество загруженных сущностей: 500/500. |
| 18 | Луговая          | деревня              | Получено слишком много сущностей из Викиданные. Количество загруженных сущностей: 500/500. |
| 19 | Малое Шумаково   | село                 | Получено слишком много сущностей из Викиданные. Количество загруженных сущностей: 500/500. |
| 20 | Марково          | деревня              | Получено слишком много сущностей из Викиданные. Количество загруженных сущностей: 500/500. |
| 21 | Мирный           | посёлок              | Получено слишком много сущностей из Викиданные. Количество загруженных сущностей: 500/500. |
| 22 | Михайловка       | деревня              | Получено слишком много сущностей из Викиданные. Количество загруженных сущностей: 500/500. |
| 23 | Михири           | посёлок              | Получено слишком много сущностей из Викиданные. Количество загруженных сущностей: 500/500. |
| 24 | Мордвиновка      | село                 | Получено слишком много сущностей из Викиданные. Количество загруженных сущностей: 500/500. |
| 25 | Нагорный         | посёлок              | Получено слишком много сущностей из Викиданные. Количество загруженных сущностей: 500/500. |
| 26 | Нехаево          | деревня              | Получено слишком много сущностей из Викиданные. Количество загруженных сущностей: 500/500. |
| 27 | Песчаное         | село                 | Получено слишком много сущностей из Викиданные. Количество загруженных сущностей: 500/500. |
| 28 | Петровское       | село                 | Получено слишком много сущностей из Викиданные. Количество загруженных сущностей: 500/500. |
| 29 | Подгорный        | посёлок              | Получено слишком много сущностей из Викиданные. Количество загруженных сущностей: 500/500. |
| 30 | Половинка        | село                 | Получено слишком много сущностей из Викиданные. Количество загруженных сущностей: 500/500. |
| 31 | Родионово        | деревня              | Получено слишком много сущностей из Викиданные. Количество загруженных сущностей: 500/500. |
| 32 | Рождественка     | село                 | Получено слишком много сущностей из Викиданные. Количество загруженных сущностей: 500/500. |
| 33 | Синий Бор        | посёлок              | Получено слишком много сущностей из Викиданные. Количество загруженных сущностей: 500/500. |
| 34 | Сосновка         | деревня              | Получено слишком много сущностей из Викиданные. Количество загруженных сущностей: 500/500. |
| 35 | Сухарыш          | посёлок              | Получено слишком много сущностей из Викиданные. Количество загруженных сущностей: 500/500. |
| 36 | Татарка          | деревня              | Получено слишком много сущностей из Викиданные. Количество загруженных сущностей: 500/500. |
| 37 | Увельский        | посёлок              | Получено слишком много сущностей из Викиданные. Количество загруженных сущностей: 500/500. |
| 38 | Упрун            | посёлок ж.д. станции | Получено слишком много сущностей из Викиданные. Количество загруженных сущностей: 500/500. |
| 39 | Формачёво        | посёлок ж.д. станции | Получено слишком много сущностей из Викиданные. Количество загруженных сущностей: 500/500. |
| 40 | Хомутинино       | село                 | Получено слишком много сущностей из Викиданные. Количество загруженных сущностей: 500/500. |
| 41 | Хуторка          | село                 | Получено слишком много сущностей из Викиданные. Количество загруженных сущностей: 500/500. |

### Уйский
| №  | Населённый пункт | Тип     | Население                                                                                  |
| -- | ---------------- | ------- | ------------------------------------------------------------------------------------------ |
| 1  | Аминево          | село    | Получено слишком много сущностей из Викиданные. Количество загруженных сущностей: 500/500. |
| 2  | Белово           | село    | Получено слишком много сущностей из Викиданные. Количество загруженных сущностей: 500/500. |
| 3  | Берег            | посёлок | Получено слишком много сущностей из Викиданные. Количество загруженных сущностей: 500/500. |
| 4  | Берёзовка        | посёлок | Получено слишком много сущностей из Викиданные. Количество загруженных сущностей: 500/500. |
| 5  | Бирюковский      | посёлок | Получено слишком много сущностей из Викиданные. Количество загруженных сущностей: 500/500. |
| 6  | Брюхово          | деревня | Получено слишком много сущностей из Викиданные. Количество загруженных сущностей: 500/500. |
| 7  | Булатово         | деревня | Получено слишком много сущностей из Викиданные. Количество загруженных сущностей: 500/500. |
| 8  | Вандышевка       | деревня | Получено слишком много сущностей из Викиданные. Количество загруженных сущностей: 500/500. |
| 9  | Верхнеусцелемово | деревня | Получено слишком много сущностей из Викиданные. Количество загруженных сущностей: 500/500. |
| 10 | Вишнёвка         | посёлок | Получено слишком много сущностей из Викиданные. Количество загруженных сущностей: 500/500. |
| 11 | Воронино         | село    | Получено слишком много сущностей из Викиданные. Количество загруженных сущностей: 500/500. |
| 12 | Восточный        | посёлок | Получено слишком много сущностей из Викиданные. Количество загруженных сущностей: 500/500. |
| 13 | Выдрино          | село    | Получено слишком много сущностей из Викиданные. Количество загруженных сущностей: 500/500. |
| 14 | Глазуновка       | посёлок | Получено слишком много сущностей из Викиданные. Количество загруженных сущностей: 500/500. |
| 15 | Горки            | посёлок | Получено слишком много сущностей из Викиданные. Количество загруженных сущностей: 500/500. |
| 16 | Грибановка       | деревня | Получено слишком много сущностей из Викиданные. Количество загруженных сущностей: 500/500. |
| 17 | Гусары           | деревня | Получено слишком много сущностей из Викиданные. Количество загруженных сущностей: 500/500. |
| 18 | Замотохина       | деревня | Получено слишком много сущностей из Викиданные. Количество загруженных сущностей: 500/500. |
| 19 | Заозёрный        | посёлок | Получено слишком много сущностей из Викиданные. Количество загруженных сущностей: 500/500. |
| 20 | Зерновой         | посёлок | Получено слишком много сущностей из Викиданные. Количество загруженных сущностей: 500/500. |
| 21 | Кидыш            | село    | Получено слишком много сущностей из Викиданные. Количество загруженных сущностей: 500/500. |
| 22 | Косогорка        | деревня | Получено слишком много сущностей из Викиданные. Количество загруженных сущностей: 500/500. |
| 23 | Кочнево          | деревня | Получено слишком много сущностей из Викиданные. Количество загруженных сущностей: 500/500. |
| 24 | Краснокаменка    | деревня | Получено слишком много сущностей из Викиданные. Количество загруженных сущностей: 500/500. |
| 25 | Кумляк           | село    | Получено слишком много сущностей из Викиданные. Количество загруженных сущностей: 500/500. |
| 26 | Ларино           | село    | Получено слишком много сущностей из Викиданные. Количество загруженных сущностей: 500/500. |
| 27 | Лебедевка        | посёлок | Получено слишком много сущностей из Викиданные. Количество загруженных сущностей: 500/500. |
| 28 | Лесной           | посёлок | Получено слишком много сущностей из Викиданные. Количество загруженных сущностей: 500/500. |
| 29 | Луговой          | посёлок | Получено слишком много сущностей из Викиданные. Количество загруженных сущностей: 500/500. |
| 30 | Магадеево        | деревня | Получено слишком много сущностей из Викиданные. Количество загруженных сущностей: 500/500. |
| 31 | Маслово          | село    | Получено слишком много сущностей из Викиданные. Количество загруженных сущностей: 500/500. |
| 32 | Мирный           | посёлок | Получено слишком много сущностей из Викиданные. Количество загруженных сущностей: 500/500. |
| 33 | Нижнеусцелемово  | село    | Получено слишком много сущностей из Викиданные. Количество загруженных сущностей: 500/500. |
| 34 | Никольское       | село    | Получено слишком много сущностей из Викиданные. Количество загруженных сущностей: 500/500. |
| 35 | Октябрьский      | посёлок | Получено слишком много сущностей из Викиданные. Количество загруженных сущностей: 500/500. |
| 36 | Петропавловка    | село    | Получено слишком много сущностей из Викиданные. Количество загруженных сущностей: 500/500. |
| 37 | Пичугинский      | посёлок | Получено слишком много сущностей из Викиданные. Количество загруженных сущностей: 500/500. |
| 38 | Речной           | посёлок | Получено слишком много сущностей из Викиданные. Количество загруженных сущностей: 500/500. |
| 39 | Соколовское      | село    | Получено слишком много сущностей из Викиданные. Количество загруженных сущностей: 500/500. |
| 40 | Токмасский       | посёлок | Получено слишком много сущностей из Викиданные. Количество загруженных сущностей: 500/500. |
| 41 | Уйское           | село    | Получено слишком много сущностей из Викиданные. Количество загруженных сущностей: 500/500. |
| 42 | Фоминский        | посёлок | Получено слишком много сущностей из Викиданные. Количество загруженных сущностей: 500/500. |
| 43 | Яринка           | деревня | Получено слишком много сущностей из Викиданные. Количество загруженных сущностей: 500/500. |

### Чебаркульский
| №  | Населённый пункт | Тип     | Население                                                                                  |
| -- | ---------------- | ------- | ------------------------------------------------------------------------------------------ |
| 1  | Аджитарово       | деревня | Получено слишком много сущностей из Викиданные. Количество загруженных сущностей: 500/500. |
| 2  | Алтынташ         | деревня | Получено слишком много сущностей из Викиданные. Количество загруженных сущностей: 500/500. |
| 3  | Барановка        | деревня | Получено слишком много сущностей из Викиданные. Количество загруженных сущностей: 500/500. |
| 4  | Барсуки          | деревня | Получено слишком много сущностей из Викиданные. Количество загруженных сущностей: 500/500. |
| 5  | Берёзки          | посёлок | Получено слишком много сущностей из Викиданные. Количество загруженных сущностей: 500/500. |
| 6  | Бишкиль          | посёлок | Получено слишком много сущностей из Викиданные. Количество загруженных сущностей: 500/500. |
| 7  | Болотово         | деревня | Получено слишком много сущностей из Викиданные. Количество загруженных сущностей: 500/500. |
| 8  | Большаково       | деревня | Получено слишком много сущностей из Викиданные. Количество загруженных сущностей: 500/500. |
| 9  | Боровое          | деревня | Получено слишком много сущностей из Викиданные. Количество загруженных сущностей: 500/500. |
| 10 | Бутырки          | деревня | Получено слишком много сущностей из Викиданные. Количество загруженных сущностей: 500/500. |
| 11 | Варламово        | село    | Получено слишком много сущностей из Викиданные. Количество загруженных сущностей: 500/500. |
| 12 | Верхние Караси   | деревня | Получено слишком много сущностей из Викиданные. Количество загруженных сущностей: 500/500. |
| 13 | Горки            | посёлок | Получено слишком много сущностей из Викиданные. Количество загруженных сущностей: 500/500. |
| 14 | Десятилетие      | деревня | Получено слишком много сущностей из Викиданные. Количество загруженных сущностей: 500/500. |
| 15 | Запивалово       | деревня | Получено слишком много сущностей из Викиданные. Количество загруженных сущностей: 500/500. |
| 16 | Зауралово        | деревня | Получено слишком много сущностей из Викиданные. Количество загруженных сущностей: 500/500. |
| 17 | Звягино          | деревня | Получено слишком много сущностей из Викиданные. Количество загруженных сущностей: 500/500. |
| 18 | Казбаево         | деревня | Получено слишком много сущностей из Викиданные. Количество загруженных сущностей: 500/500. |
| 19 | Калиновка        | деревня | Получено слишком много сущностей из Викиданные. Количество загруженных сущностей: 500/500. |
| 20 | Камбулат         | деревня | Получено слишком много сущностей из Викиданные. Количество загруженных сущностей: 500/500. |
| 21 | Ключевка 2-я     | деревня | Получено слишком много сущностей из Викиданные. Количество загруженных сущностей: 500/500. |
| 22 | Ключи            | посёлок | Получено слишком много сущностей из Викиданные. Количество загруженных сущностей: 500/500. |
| 23 | Колодкино        | деревня | Получено слишком много сущностей из Викиданные. Количество загруженных сущностей: 500/500. |
| 24 | Колоколенки      | деревня | Получено слишком много сущностей из Викиданные. Количество загруженных сущностей: 500/500. |
| 25 | Колотовка        | деревня | Получено слишком много сущностей из Викиданные. Количество загруженных сущностей: 500/500. |
| 26 | Коротаново       | деревня | Получено слишком много сущностей из Викиданные. Количество загруженных сущностей: 500/500. |
| 27 | Крыжановка       | деревня | Получено слишком много сущностей из Викиданные. Количество загруженных сущностей: 500/500. |
| 28 | Кугалы           | деревня | Получено слишком много сущностей из Викиданные. Количество загруженных сущностей: 500/500. |
| 29 | Кумысный         | посёлок | Получено слишком много сущностей из Викиданные. Количество загруженных сущностей: 500/500. |
| 30 | Кундравы         | село    | Получено слишком много сущностей из Викиданные. Количество загруженных сущностей: 500/500. |
| 31 | Малково          | деревня | Получено слишком много сущностей из Викиданные. Количество загруженных сущностей: 500/500. |
| 32 | Маскайка         | деревня | Получено слишком много сущностей из Викиданные. Количество загруженных сущностей: 500/500. |
| 33 | Медведево        | село    | Получено слишком много сущностей из Викиданные. Количество загруженных сущностей: 500/500. |
| 34 | Мельниково       | деревня | Получено слишком много сущностей из Викиданные. Количество загруженных сущностей: 500/500. |
| 35 | Мирный           | посёлок | Получено слишком много сущностей из Викиданные. Количество загруженных сущностей: 500/500. |
| 36 | Непряхино        | село    | Получено слишком много сущностей из Викиданные. Количество загруженных сущностей: 500/500. |
| 37 | Нижние Караси    | деревня | Получено слишком много сущностей из Викиданные. Количество загруженных сущностей: 500/500. |
| 38 | Половинка        | деревня | Получено слишком много сущностей из Викиданные. Количество загруженных сущностей: 500/500. |
| 39 | Попово           | деревня | Получено слишком много сущностей из Викиданные. Количество загруженных сущностей: 500/500. |
| 40 | Пугачёвский      | посёлок | Получено слишком много сущностей из Викиданные. Количество загруженных сущностей: 500/500. |
| 41 | Пустозерово      | село    | Получено слишком много сущностей из Викиданные. Количество загруженных сущностей: 500/500. |
| 42 | Самарка          | деревня | Получено слишком много сущностей из Викиданные. Количество загруженных сущностей: 500/500. |
| 43 | Сарафаново       | деревня | Получено слишком много сущностей из Викиданные. Количество загруженных сущностей: 500/500. |
| 44 | Спутник          | посёлок | Получено слишком много сущностей из Викиданные. Количество загруженных сущностей: 500/500. |
| 45 | Ступино          | деревня | Получено слишком много сущностей из Викиданные. Количество загруженных сущностей: 500/500. |
| 46 | Тактыбай         | посёлок | Получено слишком много сущностей из Викиданные. Количество загруженных сущностей: 500/500. |
| 47 | Темир            | деревня | Получено слишком много сущностей из Викиданные. Количество загруженных сущностей: 500/500. |
| 48 | Тимирязевский    | посёлок | Получено слишком много сущностей из Викиданные. Количество загруженных сущностей: 500/500. |
| 49 | Травники         | село    | Получено слишком много сущностей из Викиданные. Количество загруженных сущностей: 500/500. |
| 50 | Уштаганка        | деревня | Получено слишком много сущностей из Викиданные. Количество загруженных сущностей: 500/500. |
| 51 | Филимоново       | село    | Получено слишком много сущностей из Викиданные. Количество загруженных сущностей: 500/500. |
| 52 | Шабунина         | деревня | Получено слишком много сущностей из Викиданные. Количество загруженных сущностей: 500/500. |
| 53 | Шахматово        | деревня | Получено слишком много сущностей из Викиданные. Количество загруженных сущностей: 500/500. |
| 54 | Щапино           | деревня | Получено слишком много сущностей из Викиданные. Количество загруженных сущностей: 500/500. |
| 55 | Ярославка        | деревня | Получено слишком много сущностей из Викиданные. Количество загруженных сущностей: 500/500. |

### Чесменский
| №  | Населённый пункт | Тип     | Население                                                                                  |
| -- | ---------------- | ------- | ------------------------------------------------------------------------------------------ |
| 1  | Баландино        | деревня | Получено слишком много сущностей из Викиданные. Количество загруженных сущностей: 500/500. |
| 2  | Безводный        | посёлок | Получено слишком много сущностей из Викиданные. Количество загруженных сущностей: 500/500. |
| 3  | Беловка          | посёлок | Получено слишком много сущностей из Викиданные. Количество загруженных сущностей: 500/500. |
| 4  | Березинский      | посёлок | Получено слишком много сущностей из Викиданные. Количество загруженных сущностей: 500/500. |
| 5  | Бускульский      | посёлок | Получено слишком много сущностей из Викиданные. Количество загруженных сущностей: 500/500. |
| 6  | Калиновский      | посёлок | Получено слишком много сущностей из Викиданные. Количество загруженных сущностей: 500/500. |
| 7  | Камышный         | посёлок | Получено слишком много сущностей из Викиданные. Количество загруженных сущностей: 500/500. |
| 8  | Зелёная Долина   | посёлок | Получено слишком много сущностей из Викиданные. Количество загруженных сущностей: 500/500. |
| 9  | Климовка         | посёлок | Получено слишком много сущностей из Викиданные. Количество загруженных сущностей: 500/500. |
| 10 | Клубовка         | посёлок | Получено слишком много сущностей из Викиданные. Количество загруженных сущностей: 500/500. |
| 11 | Ковыльный        | посёлок | Получено слишком много сущностей из Викиданные. Количество загруженных сущностей: 500/500. |
| 12 | Луговой          | посёлок | Получено слишком много сущностей из Викиданные. Количество загруженных сущностей: 500/500. |
| 13 | Маяк             | посёлок | Получено слишком много сущностей из Викиданные. Количество загруженных сущностей: 500/500. |
| 14 | Московский       | посёлок | Получено слишком много сущностей из Викиданные. Количество загруженных сущностей: 500/500. |
| 15 | Натальинский     | посёлок | Получено слишком много сущностей из Викиданные. Количество загруженных сущностей: 500/500. |
| 16 | Новоеткульский   | посёлок | Получено слишком много сущностей из Викиданные. Количество загруженных сущностей: 500/500. |
| 17 | Новотемирский    | посёлок | Получено слишком много сущностей из Викиданные. Количество загруженных сущностей: 500/500. |
| 18 | Новоукраинский   | посёлок | Получено слишком много сущностей из Викиданные. Количество загруженных сущностей: 500/500. |
| 19 | Новый Мир        | посёлок | Получено слишком много сущностей из Викиданные. Количество загруженных сущностей: 500/500. |
| 20 | Новый Путь       | посёлок | Получено слишком много сущностей из Викиданные. Количество загруженных сущностей: 500/500. |
| 21 | Огнеупорный      | посёлок | Получено слишком много сущностей из Викиданные. Количество загруженных сущностей: 500/500. |
| 22 | Ольшанка         | посёлок | Получено слишком много сущностей из Викиданные. Количество загруженных сущностей: 500/500. |
| 23 | Порт-Артур       | посёлок | Получено слишком много сущностей из Викиданные. Количество загруженных сущностей: 500/500. |
| 24 | Редутово         | посёлок | Получено слишком много сущностей из Викиданные. Количество загруженных сущностей: 500/500. |
| 25 | Светлое          | село    | Получено слишком много сущностей из Викиданные. Количество загруженных сущностей: 500/500. |
| 26 | Тарасовка        | посёлок | Получено слишком много сущностей из Викиданные. Количество загруженных сущностей: 500/500. |
| 27 | Тарутино         | село    | Получено слишком много сущностей из Викиданные. Количество загруженных сущностей: 500/500. |
| 28 | Тогузак          | посёлок | Получено слишком много сущностей из Викиданные. Количество загруженных сущностей: 500/500. |
| 29 | Углицкий         | посёлок | Получено слишком много сущностей из Викиданные. Количество загруженных сущностей: 500/500. |
| 30 | Цвиллинга        | посёлок | Получено слишком много сущностей из Викиданные. Количество загруженных сущностей: 500/500. |
| 31 | Черноборский     | посёлок | Получено слишком много сущностей из Викиданные. Количество загруженных сущностей: 500/500. |
| 32 | Чесма            | село    | Получено слишком много сущностей из Викиданные. Количество загруженных сущностей: 500/500. |